# 波爾迪·佩佐利博物館
波爾迪·佩佐利博物館（義大利語：Museo Poldi Pezzoli），是一個設置在米蘭的藝術博物館，該博物館原為私人宅邸及博物館，於1881年成為政府資產，為一座綜合性的藝術博物館，其以收藏文藝復興時期大量珍貴畫作、古代兵器、精美家具、掛毯、裝飾品以及各類首飾著名。

## 歷史
博物館原本為米蘭貴族波爾迪·佩佐利家族的宮殿，家族首領朱塞佩·波爾迪·佩佐利（Giuseppe Poldi Pezzoli，1768－1833）於1819年娶了米蘭古老貴族－特里武爾齊奧家族的羅西娜·特里武爾齊奧（Rosina Trivulzio，1800－1859），他們生下了博物館的創始者－吉安·賈科莫·波爾迪·佩佐利，吉安·賈科莫從小受到良好的教育，再加上受到母親一方的藝術文化薰陶（吉安·賈科莫的外祖父吉安·賈科莫·特里武爾齊奧侯爵是著名的藝術收藏家，家族大量的收藏於1935年賣給了斯福爾扎城堡畫廊），吉安·賈科莫自小便有著良好的藝術鑑賞品味，待他於1846年正式成年滿24歲後，他開始計畫在家族宅邸旁建造屬於自己的宮殿，也同時開啟了自己的收藏事業。
吉安·賈科莫委託了建築師朱塞佩·巴爾扎雷托為他設計建造宮殿，內部裝飾則交由朱塞佩·貝爾蒂尼及路易吉·斯克羅薩蒂負責，整個工程大約於1861年才真正完工。
吉安·賈科莫從收藏古代兵器起家，後續拓展到金銀飾品、地毯、掛毯及珠寶，繪畫部分則是於1850年代開始收藏，而因為1866年起義大利政府開始清查各地教會、修道院的資產，為了避免政府直接將這些藝術品充公，教會及修道院開始將其收藏的繪畫流通到藝術品市場變賣，吉安·賈科莫看準了機會又加上良好人脈，於此時期收購不少珍貴畫作，為當時最有名及精美的私人收藏之一。
吉安·賈科莫於1879年逝世，他的遺囑將宮殿及收藏捐給政府，博物館於1881年正式對大眾開放。在第二次世界大戰期間博物館遭受到炸彈轟炸，整個建築都受到一定程度損毀，但好在內部收藏已事先搬出，得以幸免於難，於戰後重建時期，義大利政府約投入了2.5億里拉用於重建博物館工作，並於1951年重新開放。

## 主要館藏列表

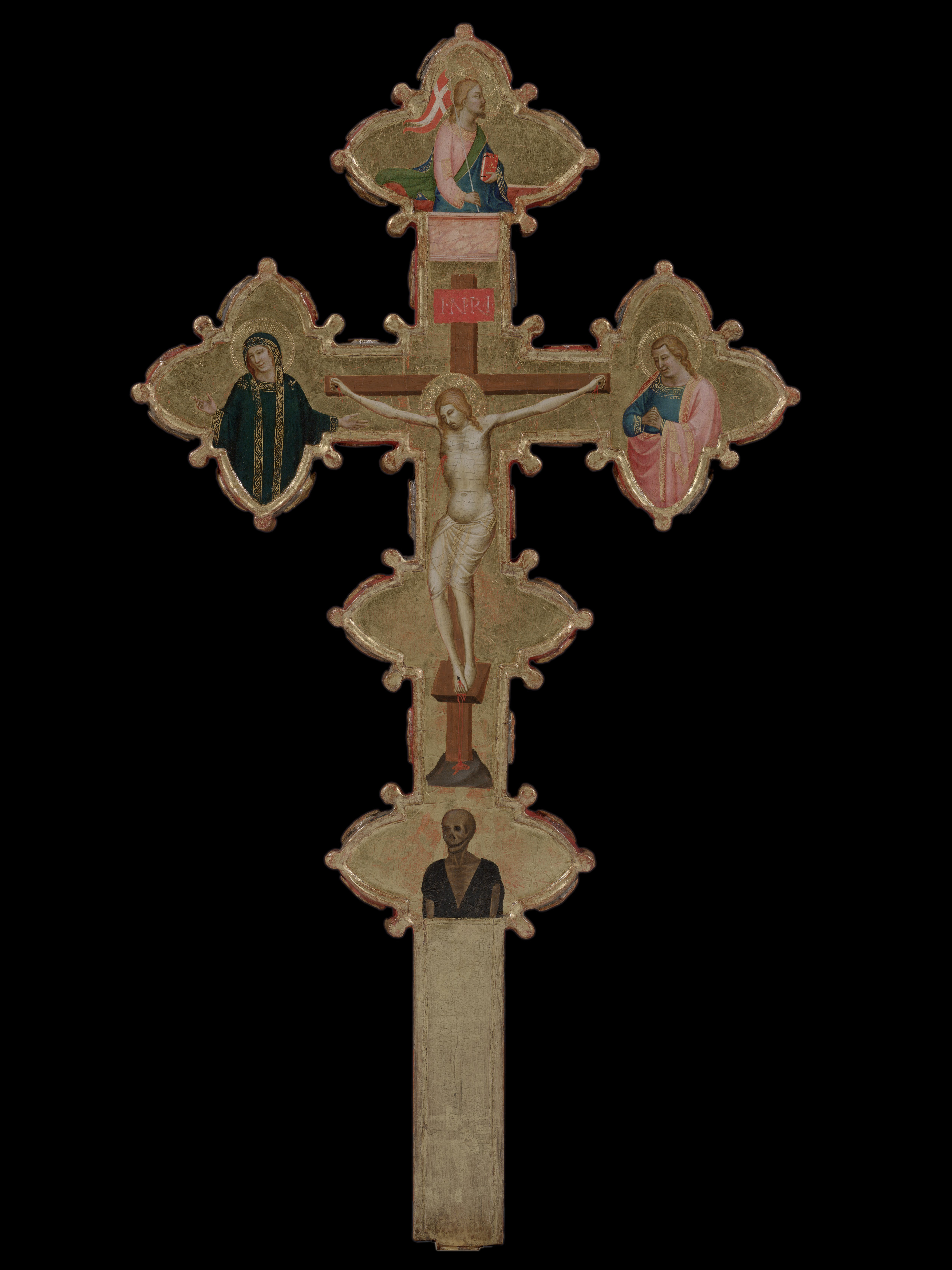
貝爾納多·達迪（英语：Bernardo Daddi）的《無柱式十字架》（Croce Astile，正面）約作於1325－1350年
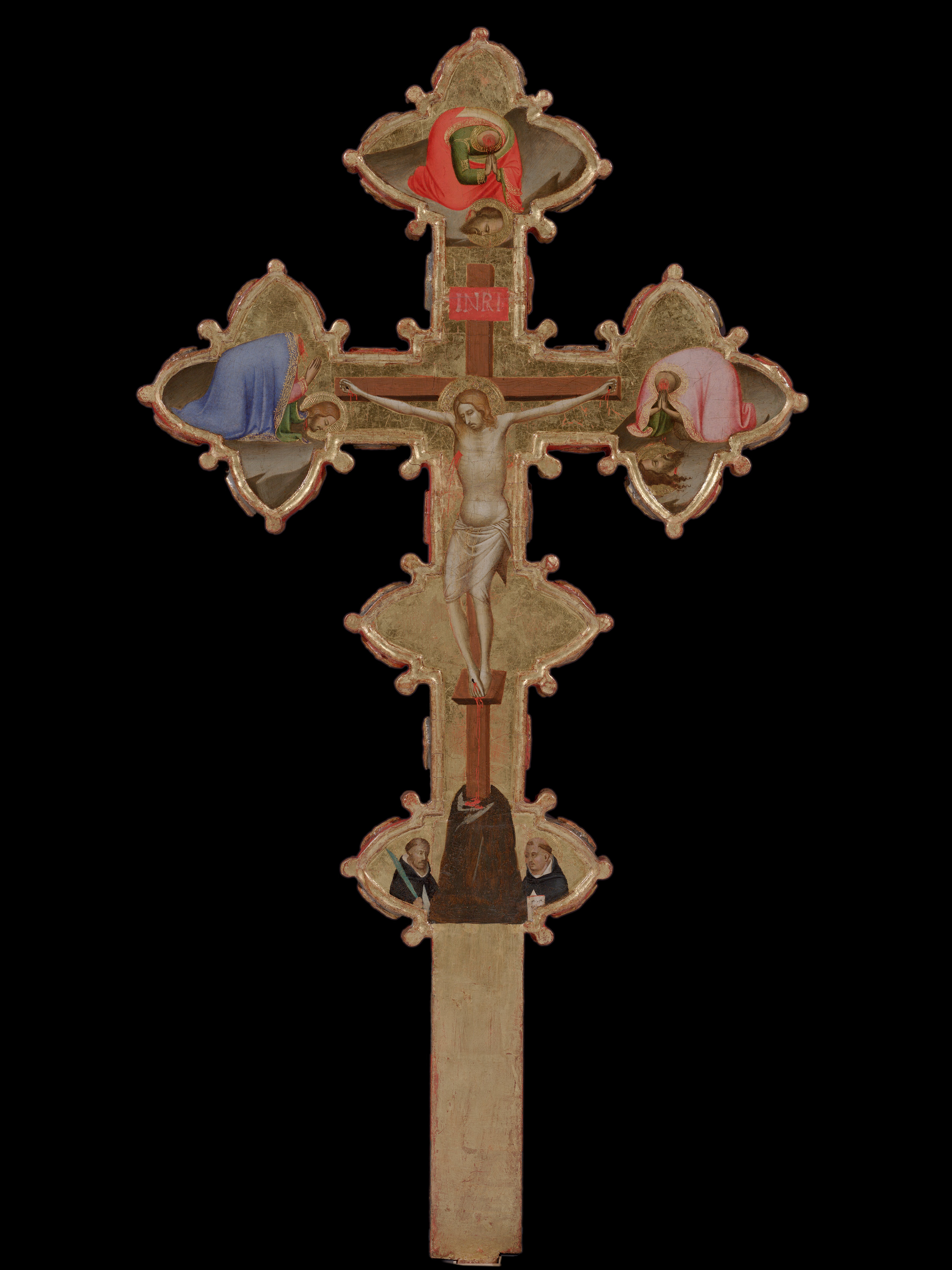
貝爾納多·達迪的《無柱式十字架》（Croce Astile，背面）約作於1325-1350年
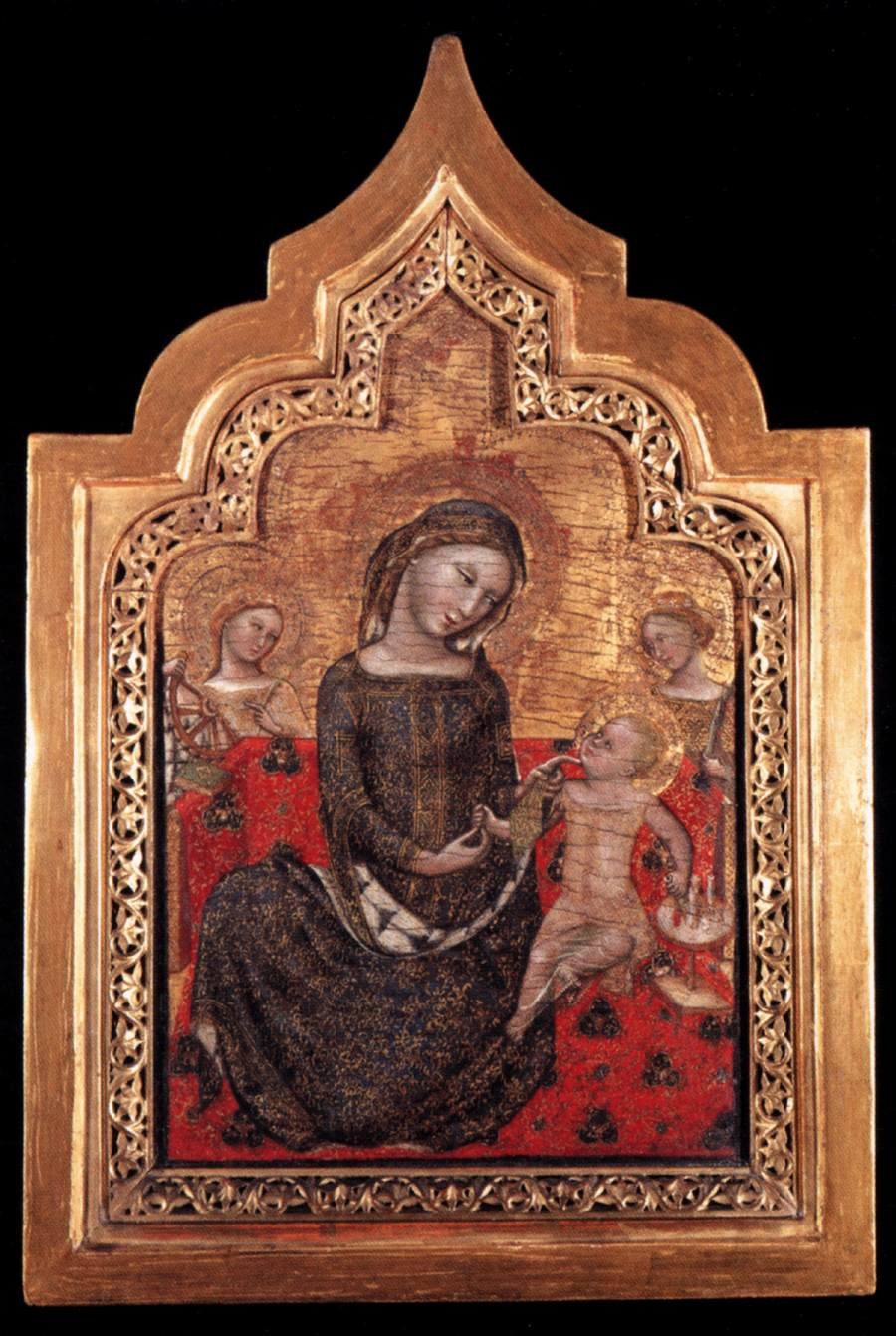
維塔萊·達·博洛尼亞（英语：Vitale da Bologna）的《謙卑的聖母》（Madonna dell'Umiltà），41 × 24cm，約作於1353年，來自吉安·賈科莫·波爾迪·佩佐利的藏品
扎諾比·斯特羅齊（英语：Zanobi strozzi）的《謙卑的聖母與兩個奏樂天使》（Madonna dell'Umiltà con due angeli musicanti），83.5 × 56.8cm，約作於1448－1450年，2001年由安東尼奧和比安卡·德·費奧（Antonio e Bianca de Feo）捐贈[5]
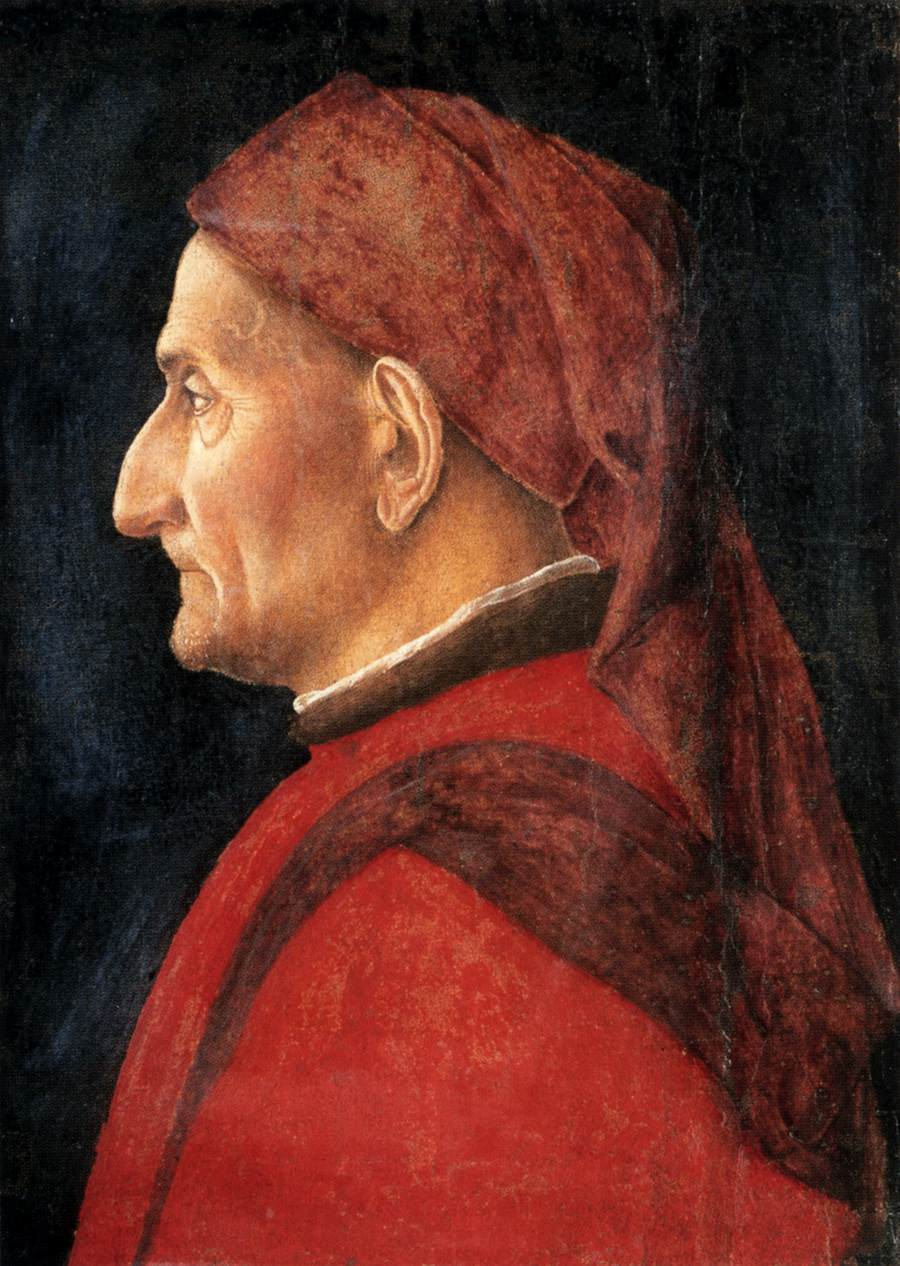
安德烈亞·曼特尼亞的《男子肖像畫（英语：Profile of a Man (Mantegna)）》，32.3 × 28.8cm，約作於1450年，來自吉安·賈科莫·波爾迪·佩佐利的藏品
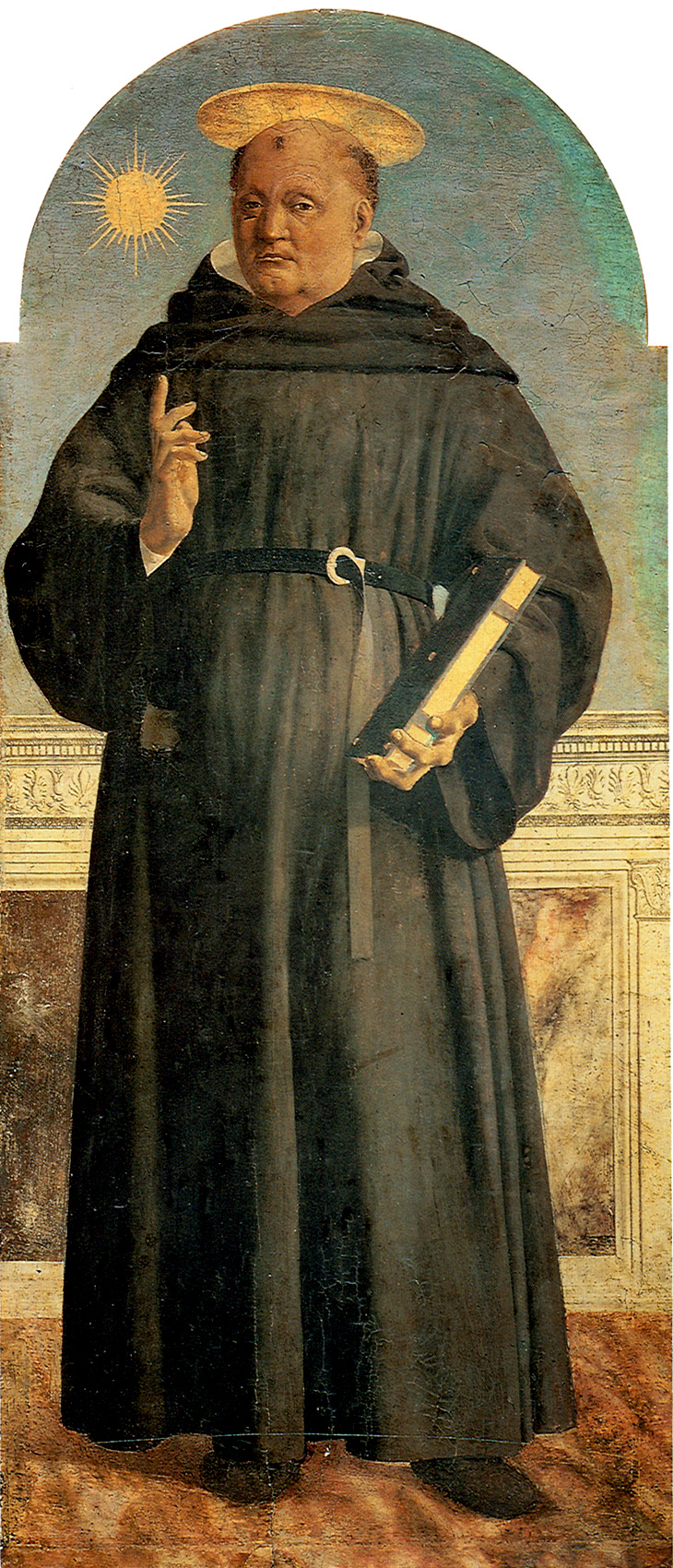
皮耶羅·德拉·弗朗切斯卡的《托倫蒂諾的聖尼古拉（義大利語：San Nicola da Tolentino (Piero della Francesca)）》，139.4 × 59.2cm，約作於1454－1469年，來自吉安·賈科莫·波爾迪·佩佐利的藏品
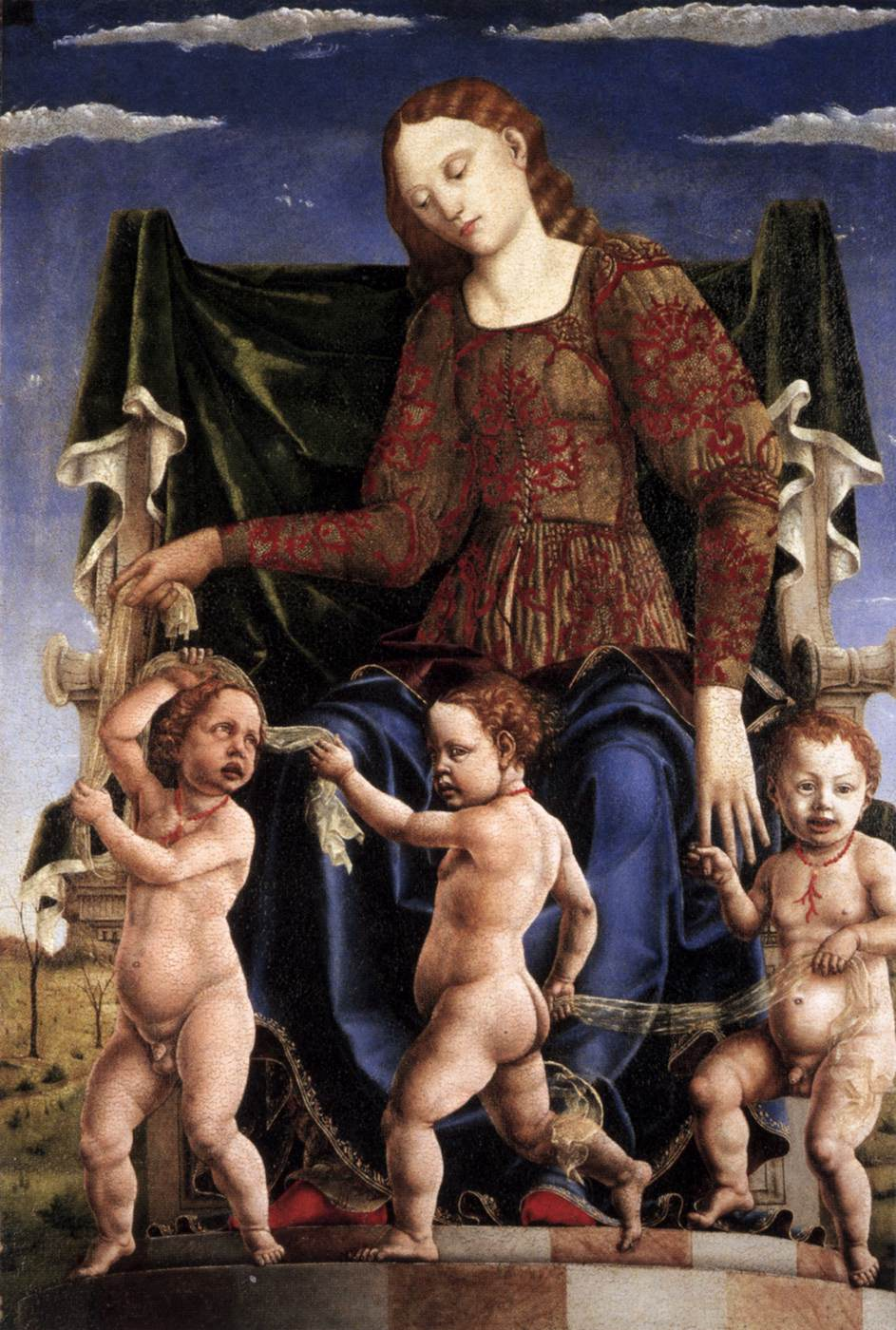
科西莫·圖拉（英语：Cosimo Tura）的《忒耳普西科瑞（義大利語：Tersicore (Cosmè Tura)）》，117.5 × 81cm，約作於1518年，來自吉安·賈科莫·波爾迪·佩佐利的藏品
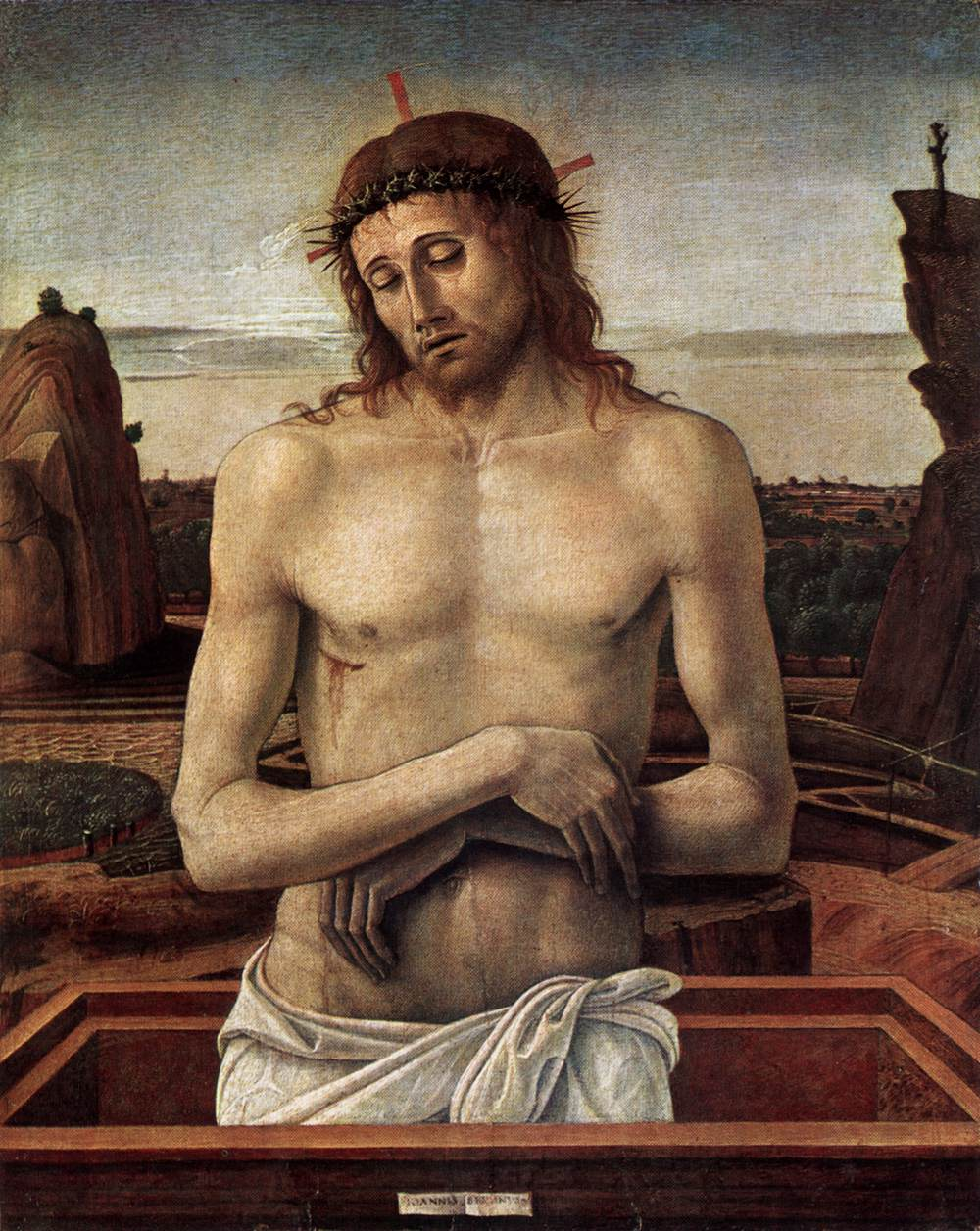
喬瓦尼·貝利尼的《憐憫（英语：Pietà (Bellini, Milan)）》，50 × 40cm，約作於1460－1470年，來自吉安·賈科莫·波爾迪·佩佐利的藏品
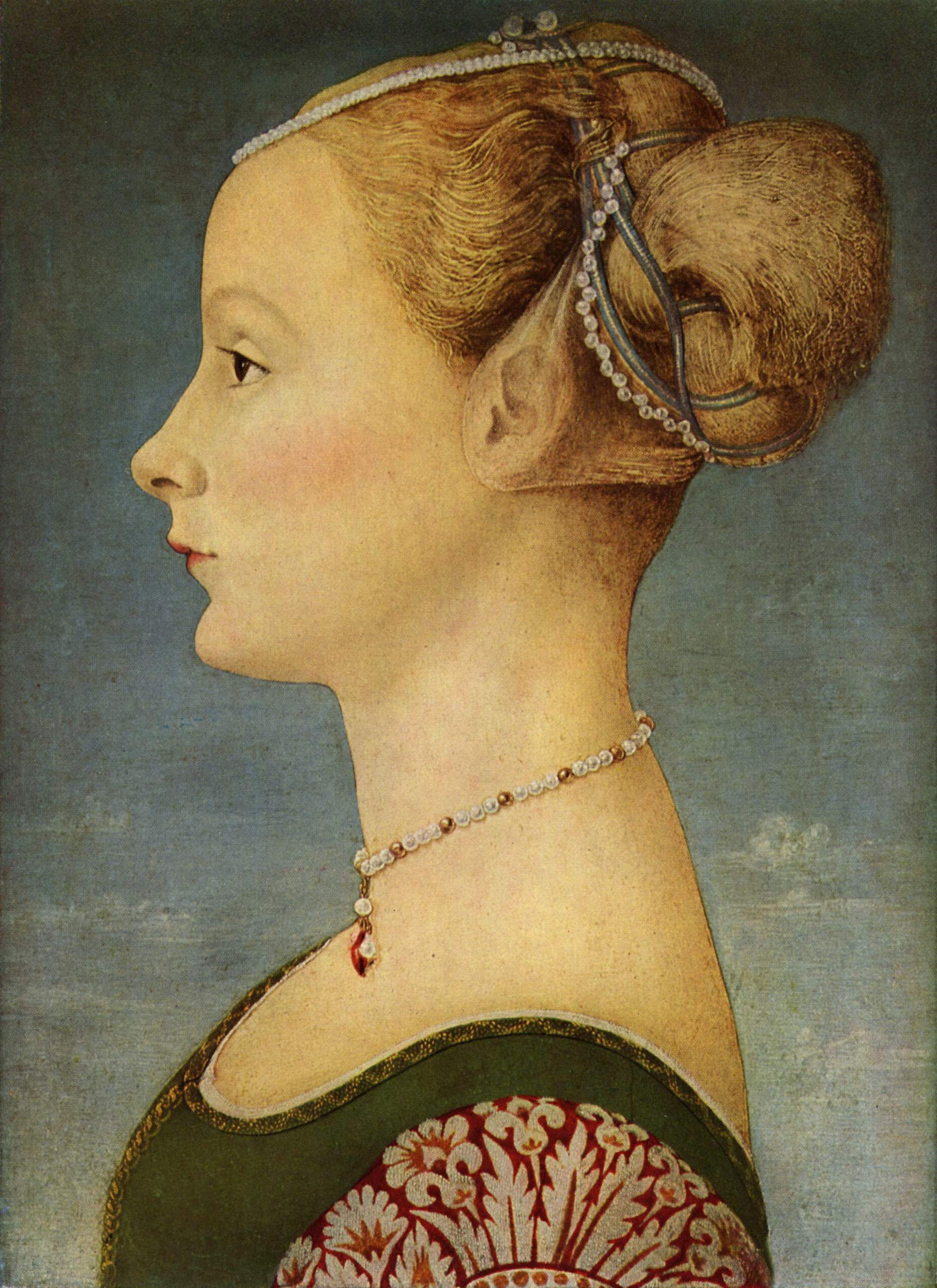
安東尼奧·德爾·波拉約洛的《年輕女子肖像畫（義大利語：Ritratto di giovane dama）》，45.5 × 32.7cm，約作於1470年，來自吉安·賈科莫·波爾迪·佩佐利的藏品
山德羅·波提且利的《聖母與聖子（英语：Madonna of the Book）》，58 × 39.6cm，約作於1480年，來自吉安·賈科莫·波爾迪·佩佐利的藏品[11]
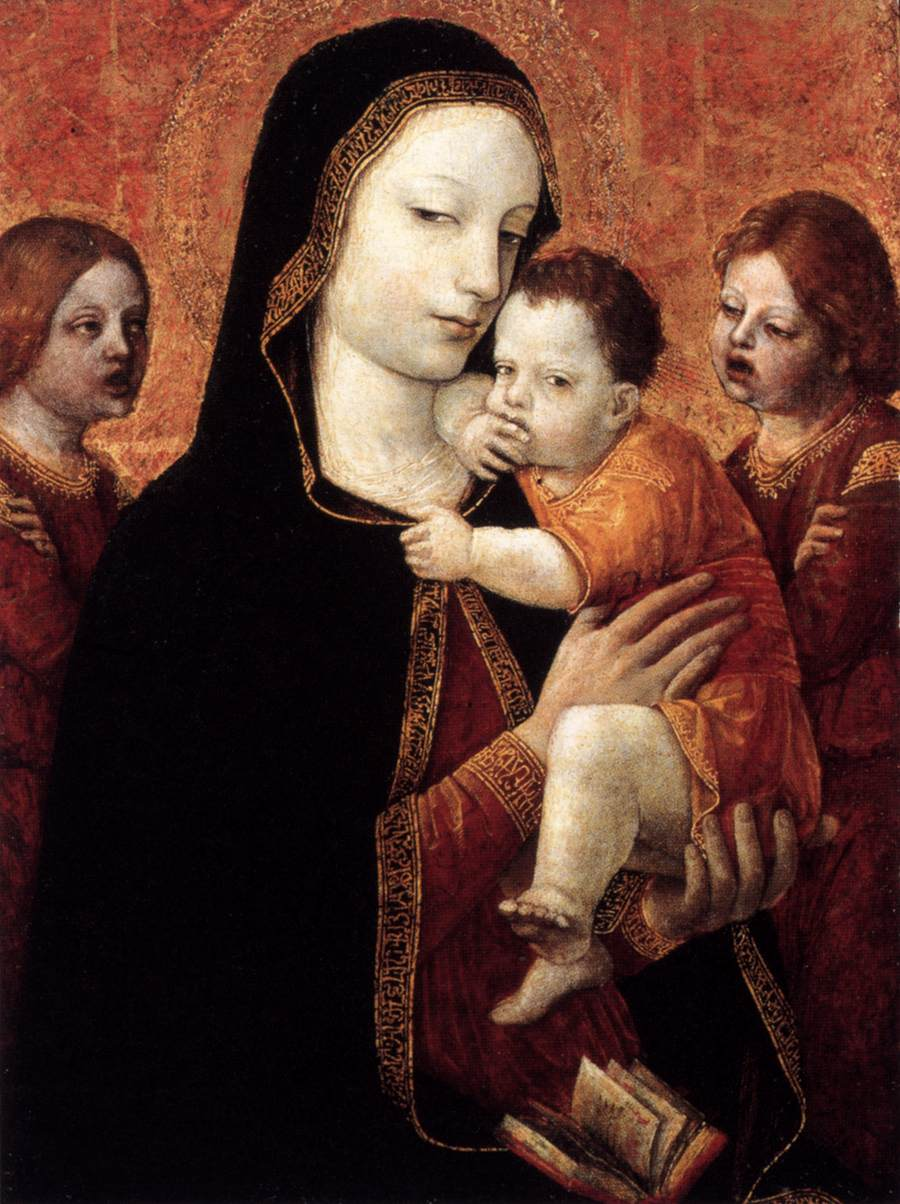
安布罗焦·贝尔戈尼奥内（英语：Ambrogio Bergognone）的《聖母子與兩個天使》（Madonna col bambino e due angeli），37 × 28cm，約作於1480－1485年，來自吉安·賈科莫·波爾迪·佩佐利的藏品
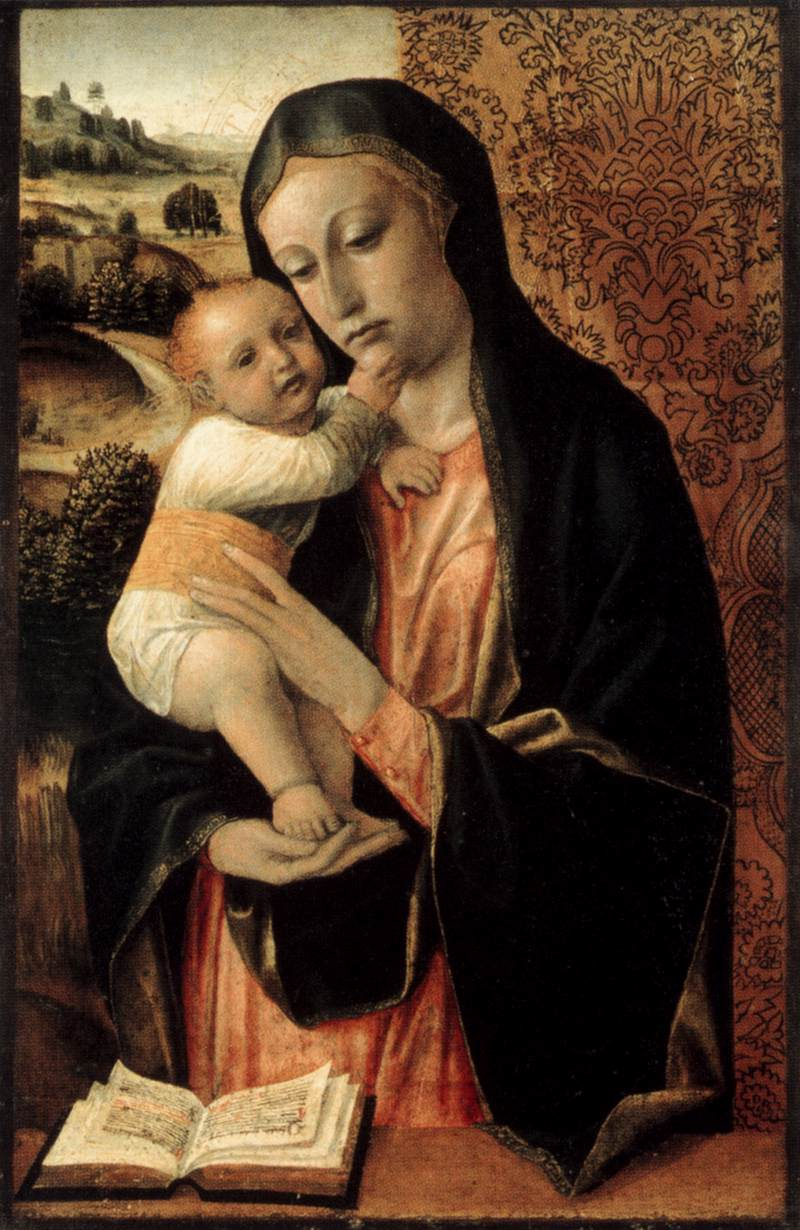
温琴佐·福帕（英语：Vincenzo Foppa）的《聖母與聖子》（Madonna col bambino），61 × 38cm，約作於1490－1495年，來自吉安·賈科莫·波爾迪·佩佐利的藏品
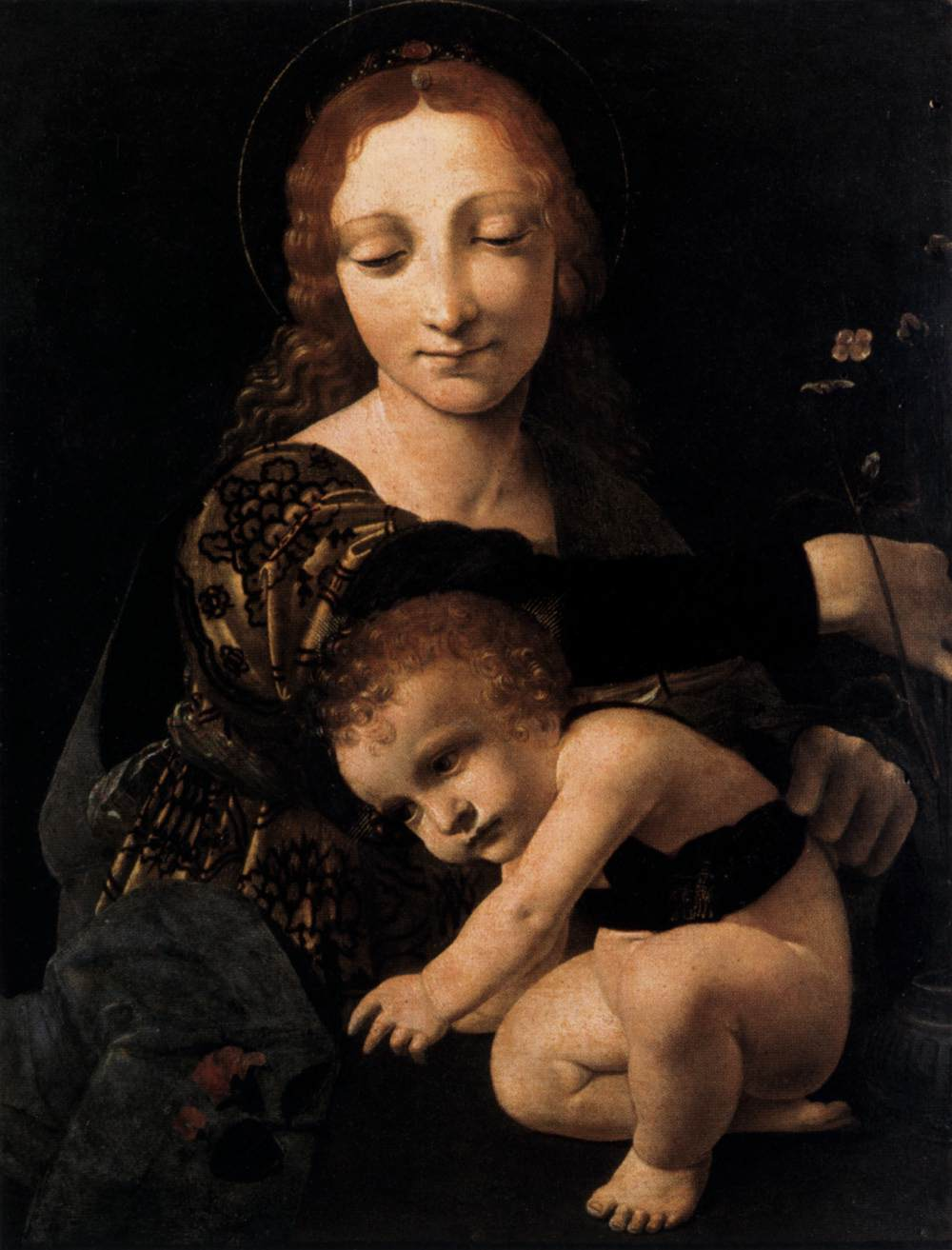
乔瓦尼·安东尼奥·博尔特拉菲奥的《聖母與聖子》（Madonna col bambino），45.5 × 35.6cm，約作於1485－1490年，來自吉安·賈科莫·波爾迪·佩佐利的藏品
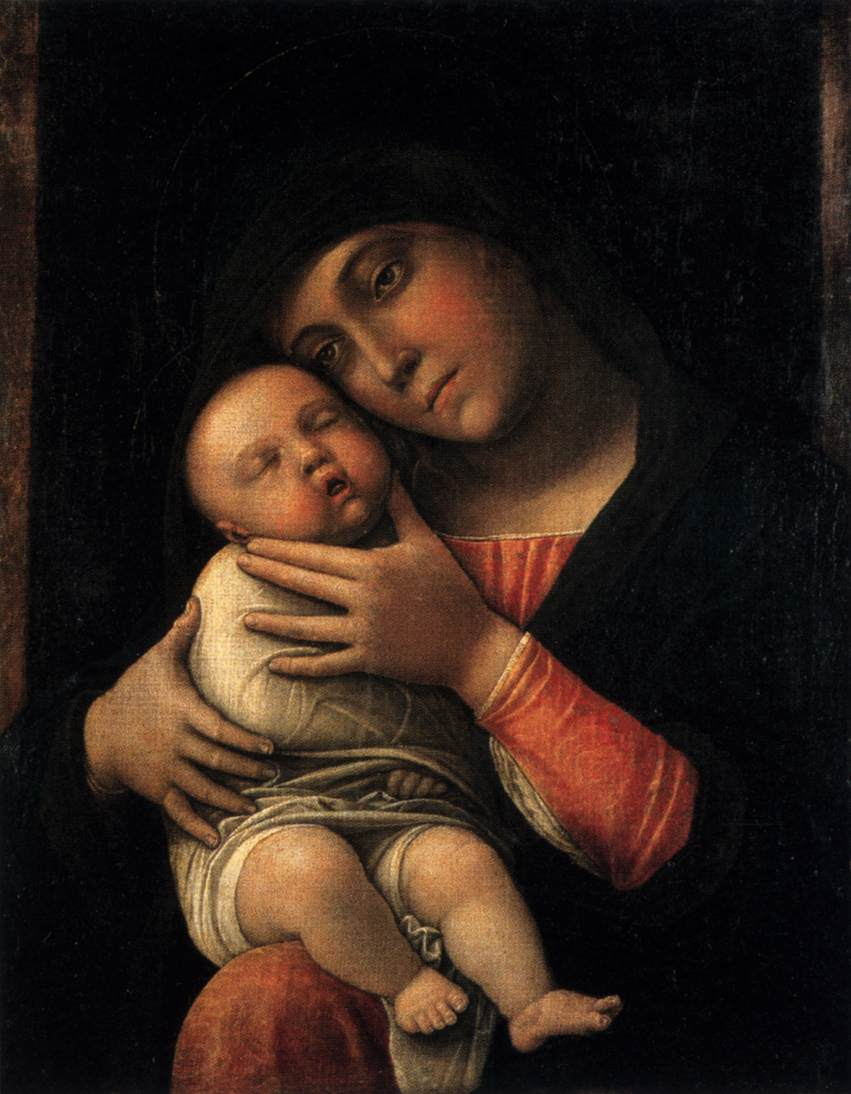
安德烈亞·曼特尼亞的《波爾迪佩佐利聖母（英语：Poldi Pezzoli Madonna）》，45.2 × 35.5cm，約作於1490－1500年，來自吉安·賈科莫·波爾迪·佩佐利的藏品
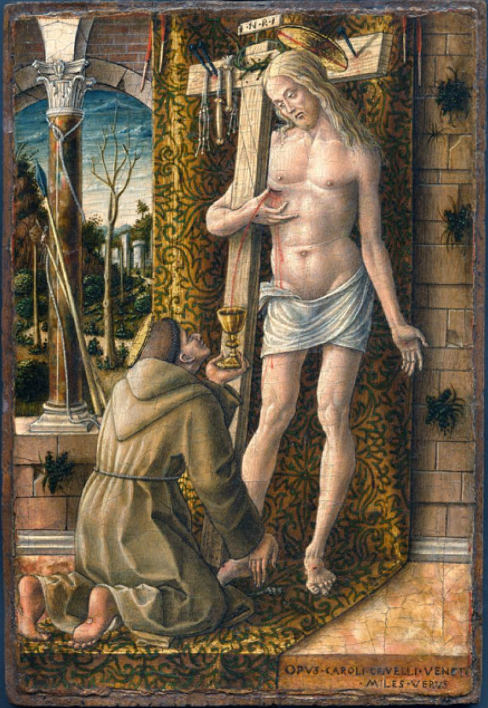
卡羅·克里韋利的《聖弗朗切斯科接收基督的血（義大利語：Sangue di Cristo raccolto da san Francesco）》，20 × 16.3cm，約作於1490－1500年，來自吉安·賈科莫·波爾迪·佩佐利的藏品
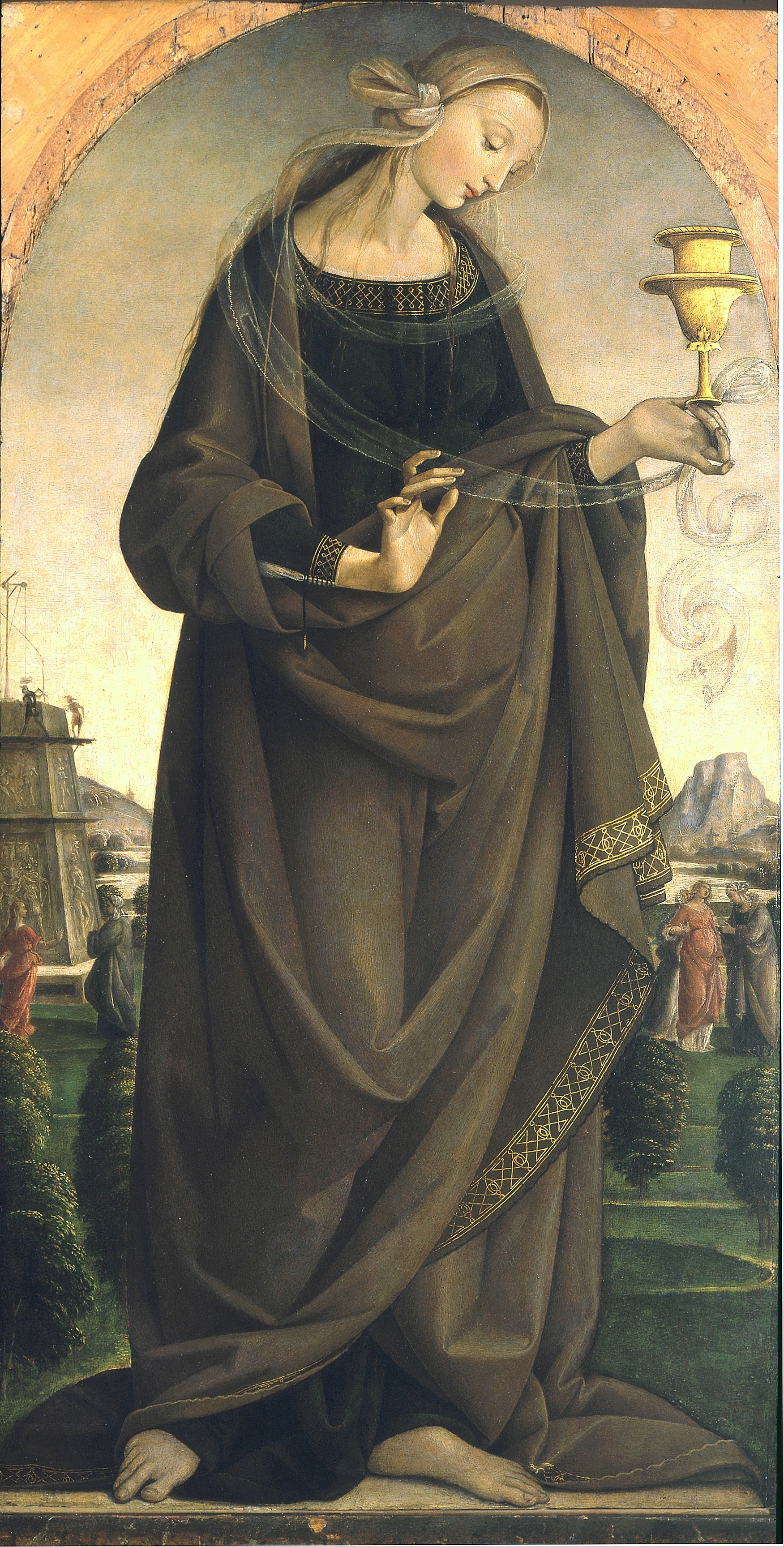
格里謝爾達大師（義大利語：Maestro di Griselda）的《阿爾特米西亞》（Artemisia），87.8 × 46.3cm，約作於1492年，來自吉安·賈科莫·波爾迪·佩佐利的藏品
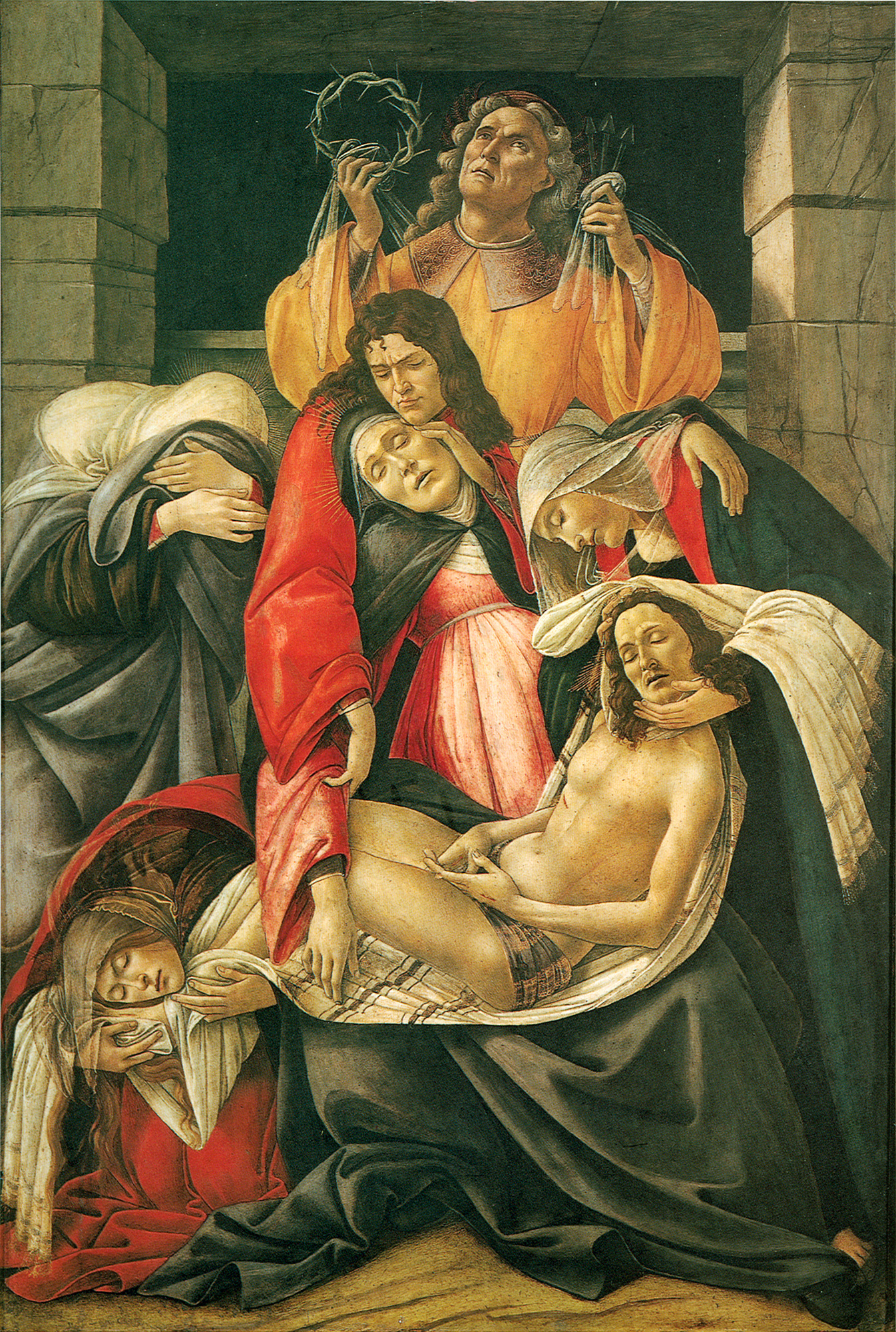
山德羅·波提且利的《哀悼死去的基督（英语：Lamentation over the Dead Christ (Botticelli, Milan)）》，106 × 71cm，約作於1493－1500年，來自吉安·賈科莫·波爾迪·佩佐利的藏品
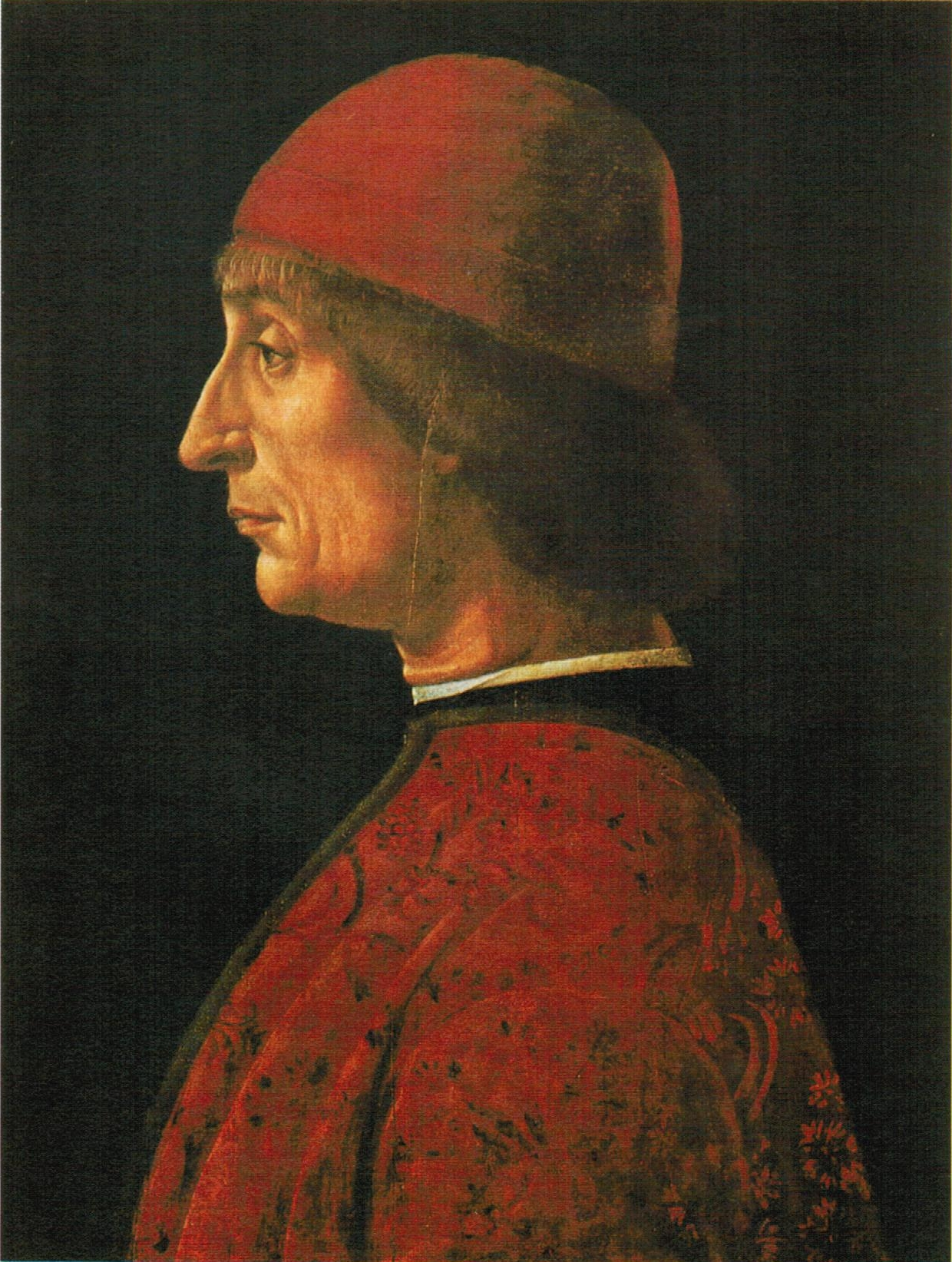
温琴佐·福帕的《喬瓦尼·弗朗切斯科·布里維奧（義大利語：Giovanni Francesco Brivio）肖像畫》（Ritratto di Francesco Brivio），46.5 × 36.7cm，約作於1495年，來自吉安·賈科莫·波爾迪·佩佐利的藏品
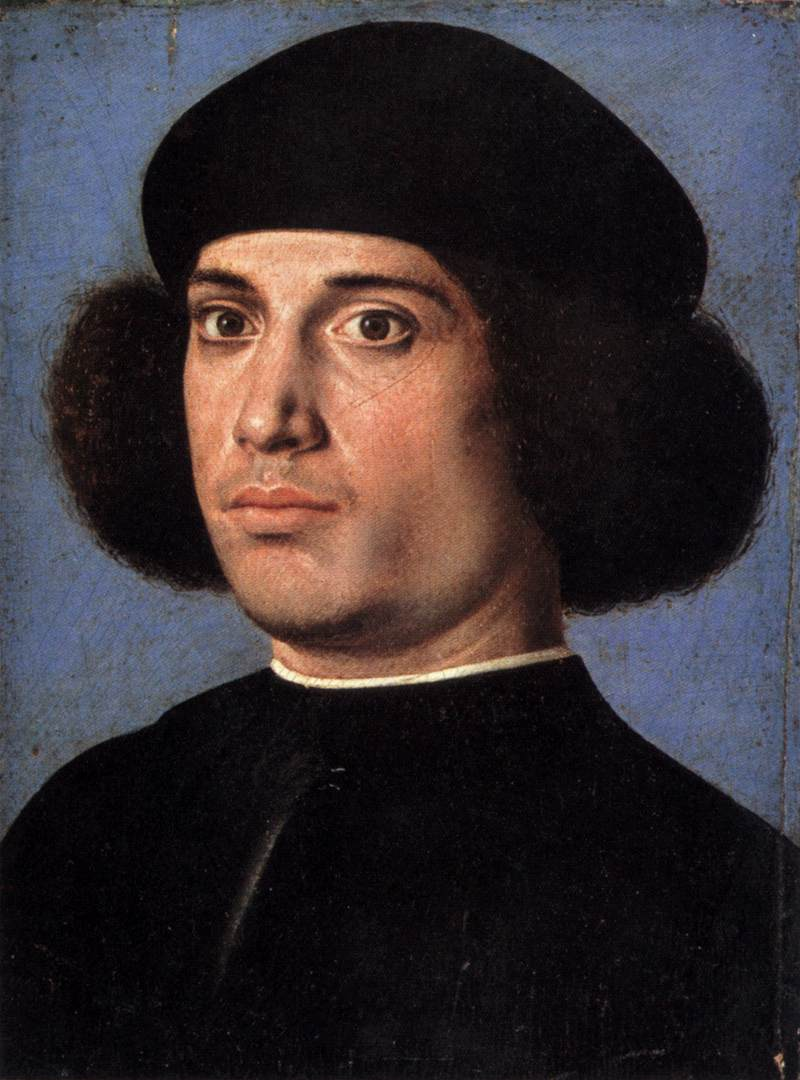
安德烈亞·普雷維塔利（英语：Andrea Previtali）的《男子肖像畫》（Ritratto di uomo，正面），23.8 × 18cm，約作於1502年，朱塞佩·貝爾蒂尼（英语：Giuseppe Bertini）購於1882年
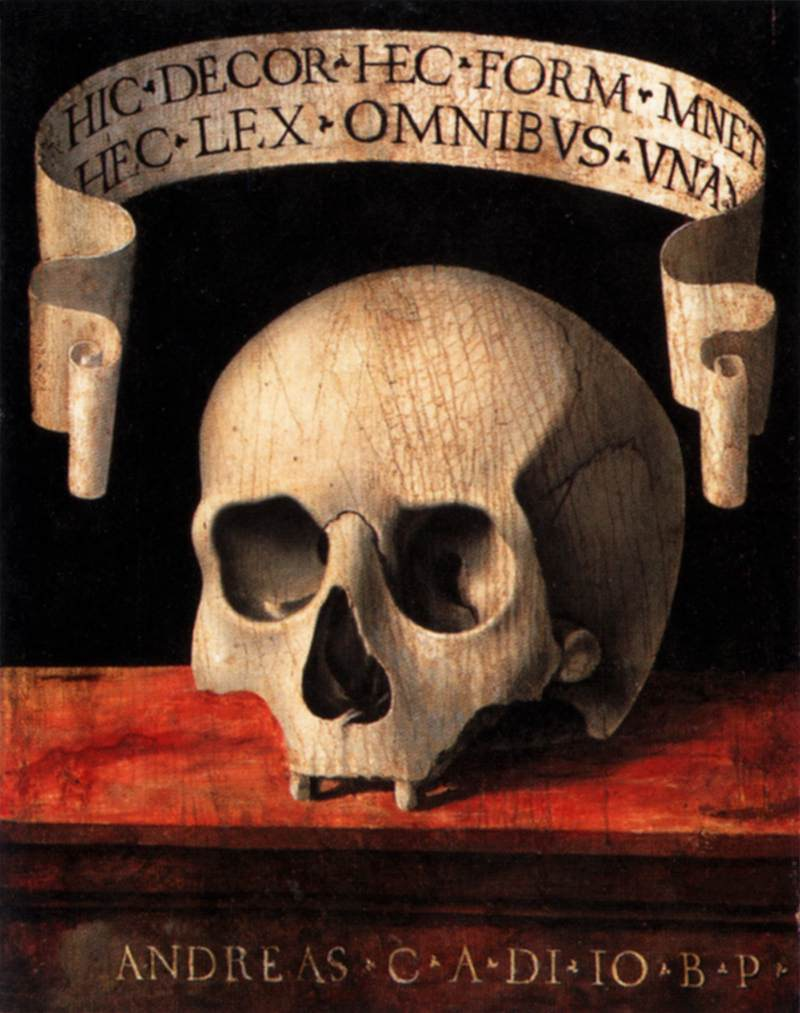
安德烈亞·普雷維塔利的《死亡時刻》（Memento Mori，背面），23.8 × 18cm，約作於1502年，朱塞佩·貝爾蒂尼購於1882年
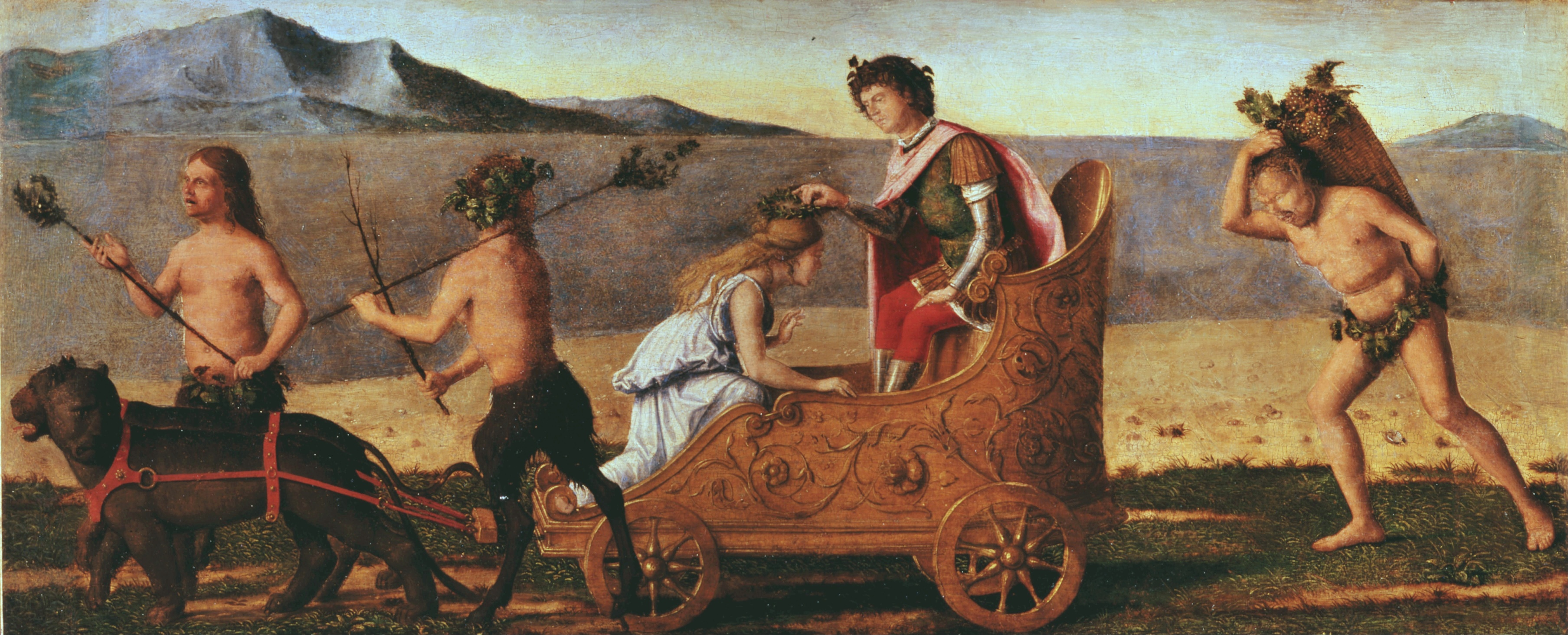
齊馬·達·科內利亞諾（英语：Cima da Conegliano）的《巴克斯和阿里阿德涅的婚禮（義大利語：Nozze di Bacco e Arianna）》，28.1 × 69.5cm，約作於1505年，卡米洛·波依托（英语：Camillo Boito）購於1907年
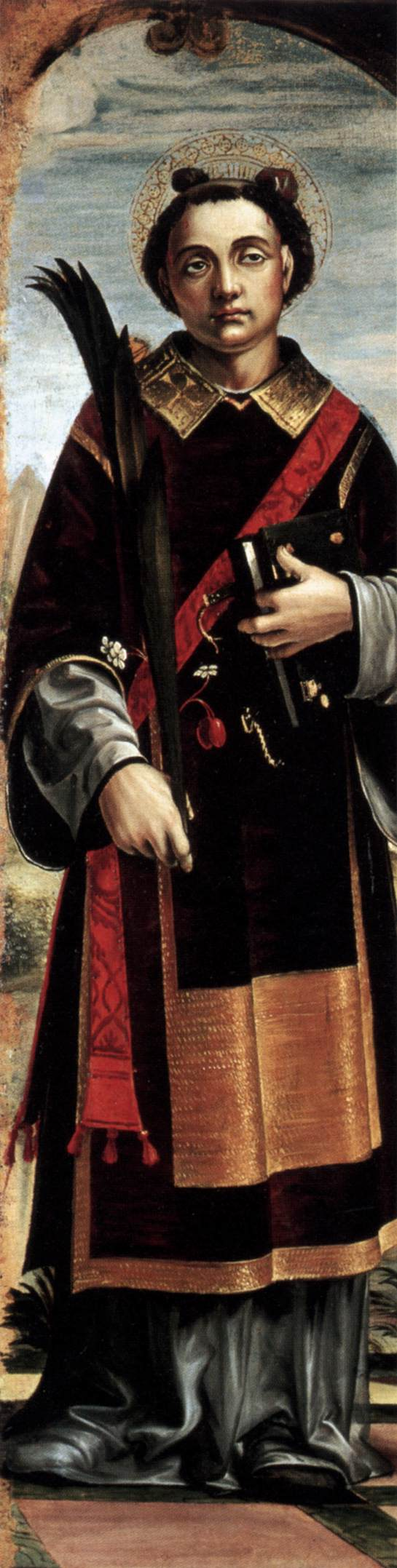
貝納爾多·澤納萊（英语：Bernardo Zenale）的《聖斯德望》（Santo Stefano），98 × 29cm，約作於1502－1507年，來自吉安·賈科莫·波爾迪·佩佐利的藏品
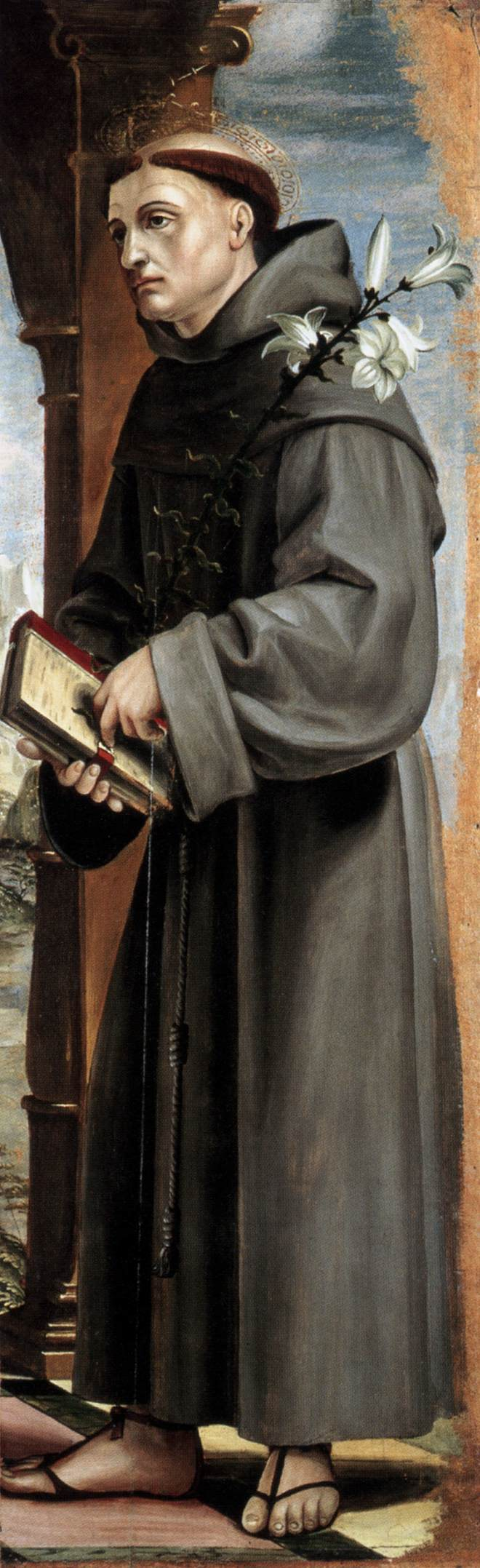
貝納爾多·澤納萊的《帕多瓦的聖安東尼奧》（Antonio da Padova），91 × 31cm，約作於1502－1507年，來自吉安·賈科莫·波爾迪·佩佐利的藏品
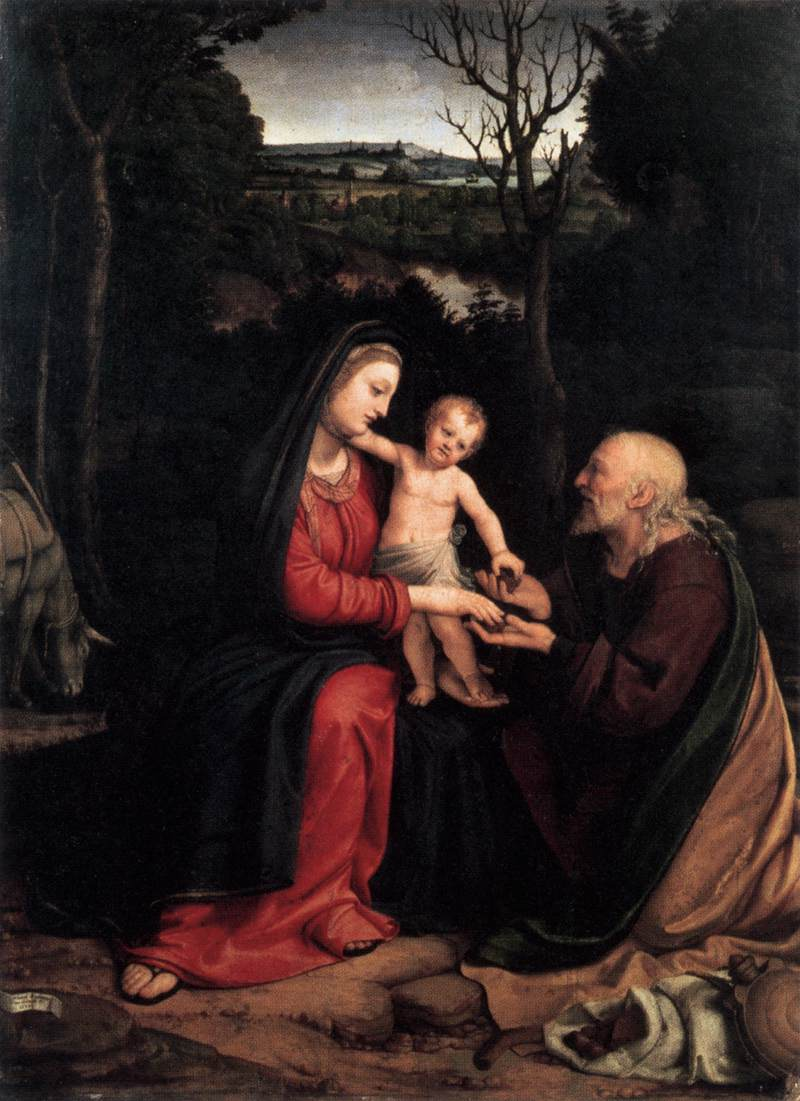
安德烈亞·索拉里的《逃亡埃及途中的休息》（Riposo in Egitto），76.8 × 55cm，約作於1515年，來自吉安·賈科莫·波爾迪·佩佐利的藏品
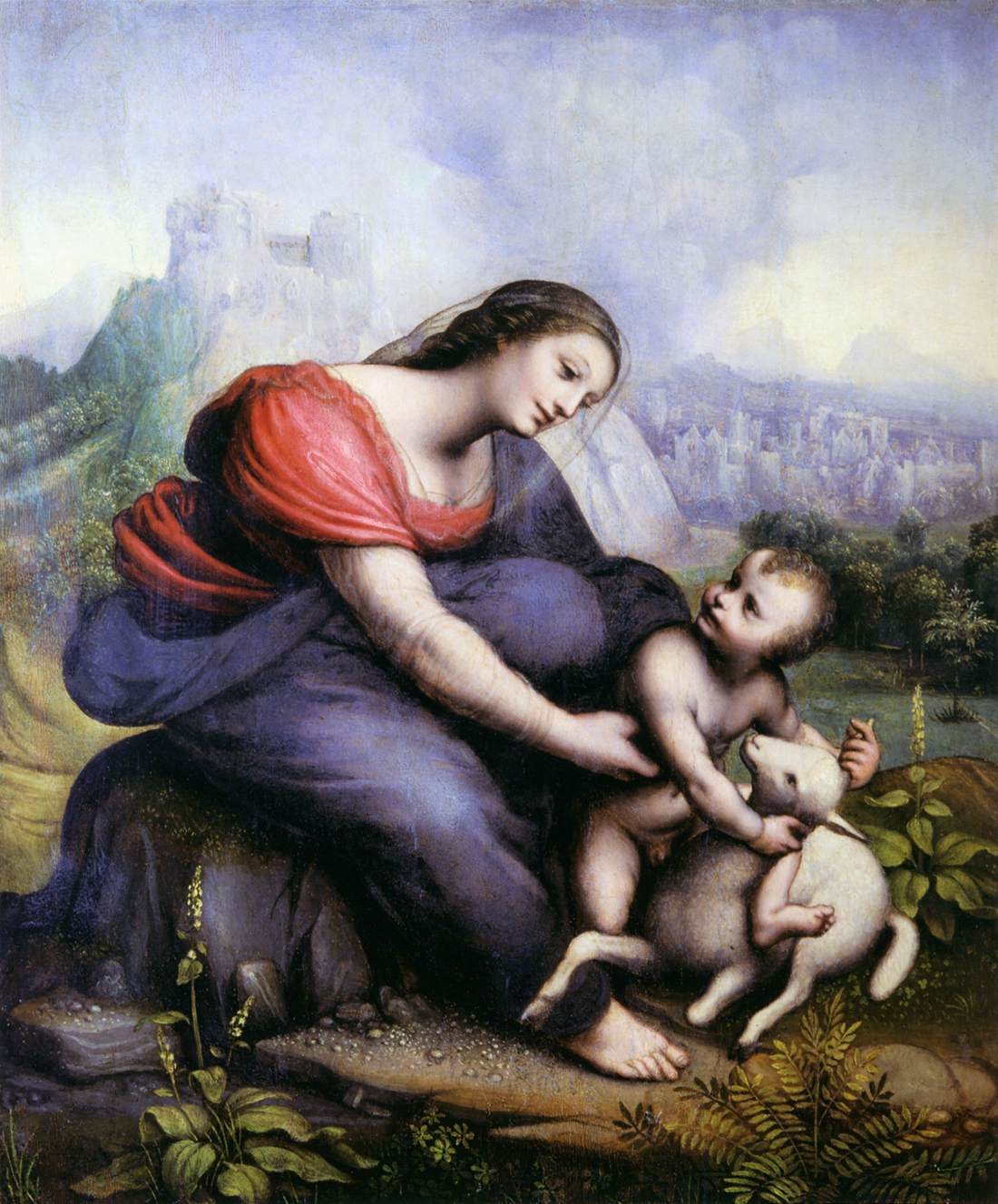
切薩雷·達·塞斯托（英语：Cesare da Sesto）的《聖母子及天使》（Madonna col bambino e l'agnellino），37 × 30cm，約作於1515年，來自吉安·賈科莫·波爾迪·佩佐利的藏品
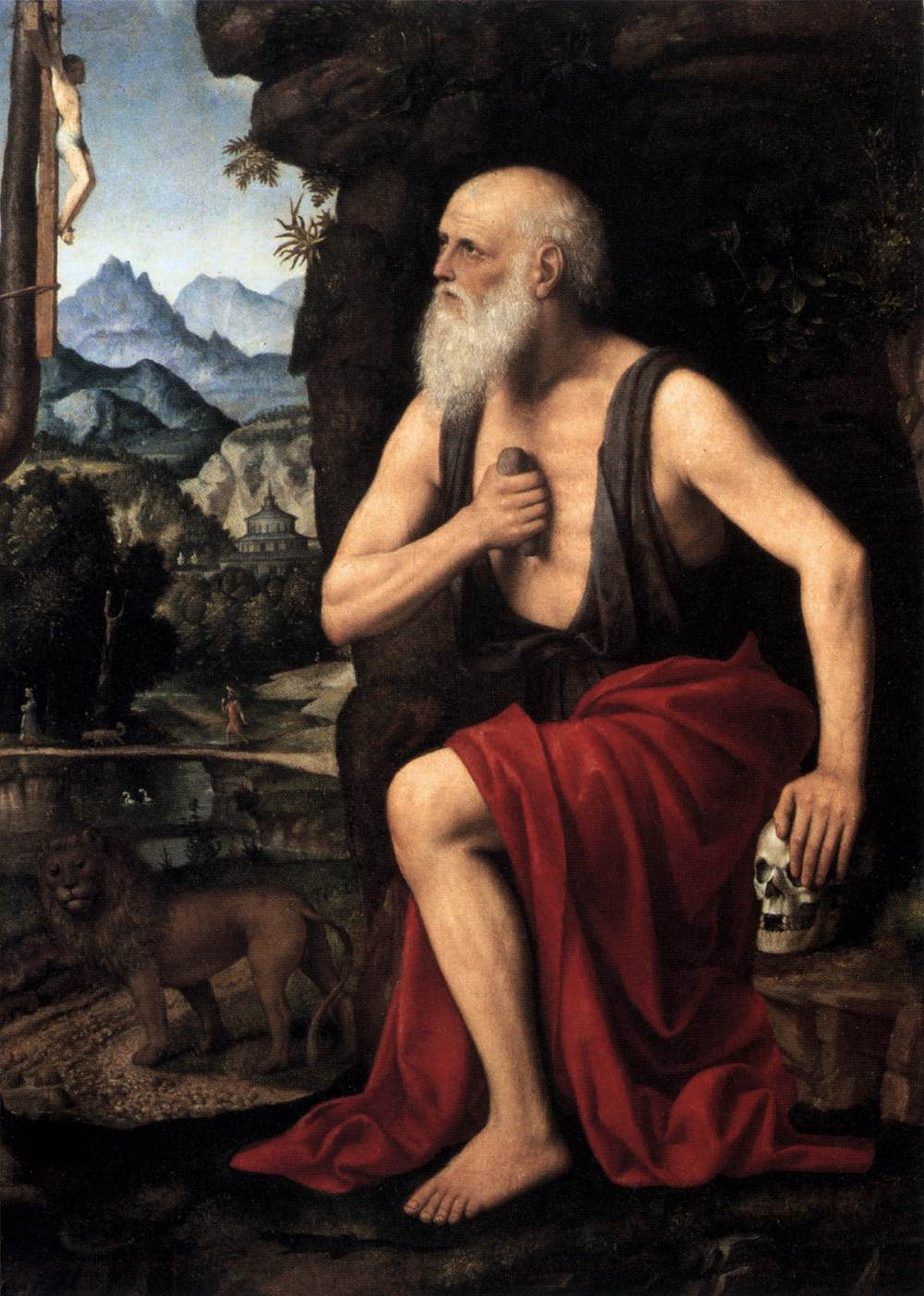
贝尔纳迪诺·卢伊尼（英语：Bernardino Luini）的《懺悔的聖傑洛姆》（San Girolamo penitente），90 × 67cm，約作於1520－1525年，來自吉安·賈科莫·波爾迪·佩佐利的藏品
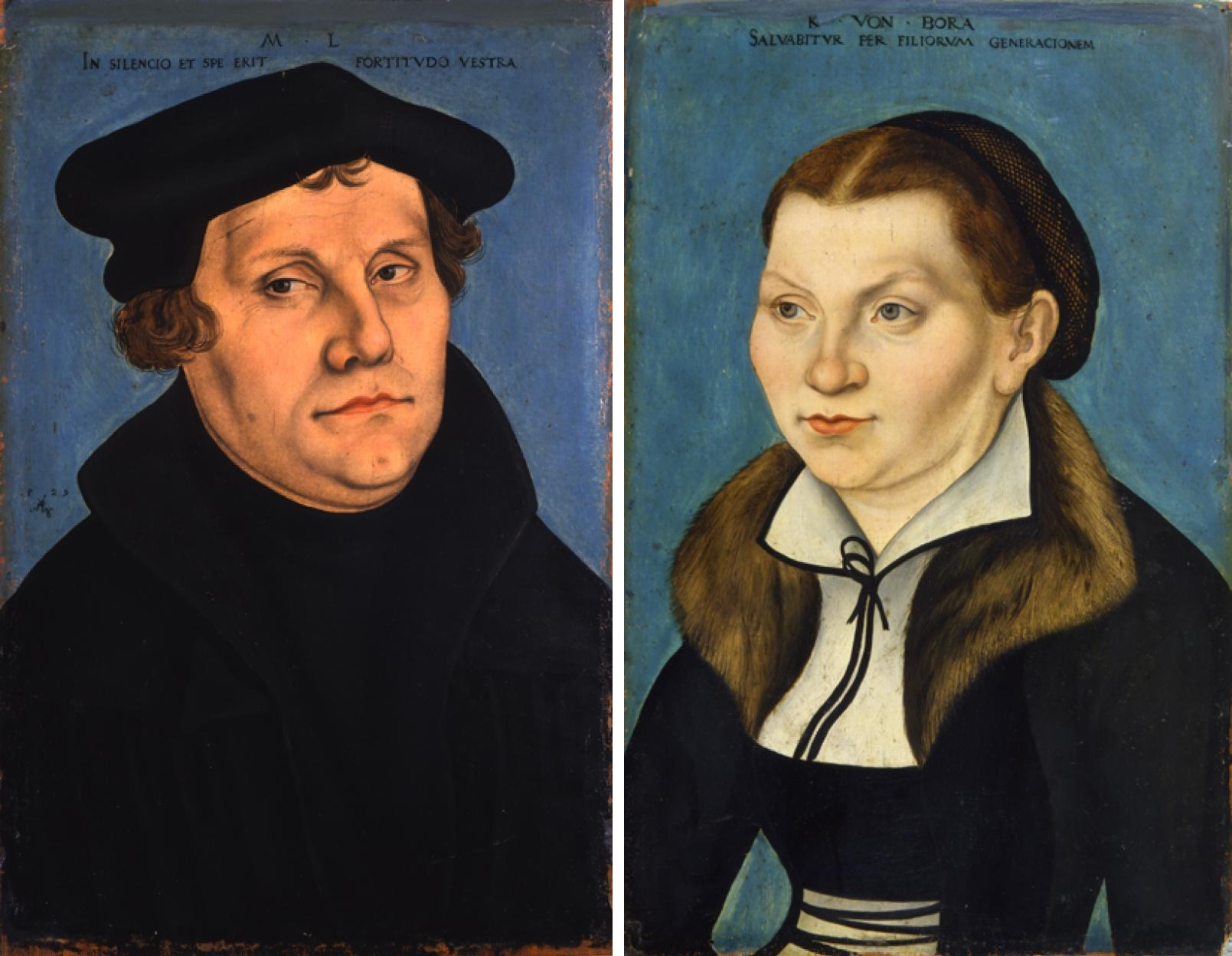
老盧卡斯·克拉納赫或其工作室的《馬丁·路德和卡塔琳娜·馮·博拉肖像畫》（Ritratto di Martin Lutero e Katharina von Bora），38 × 24cm，約作於1529年，朱塞佩·貝爾蒂尼購於1894年
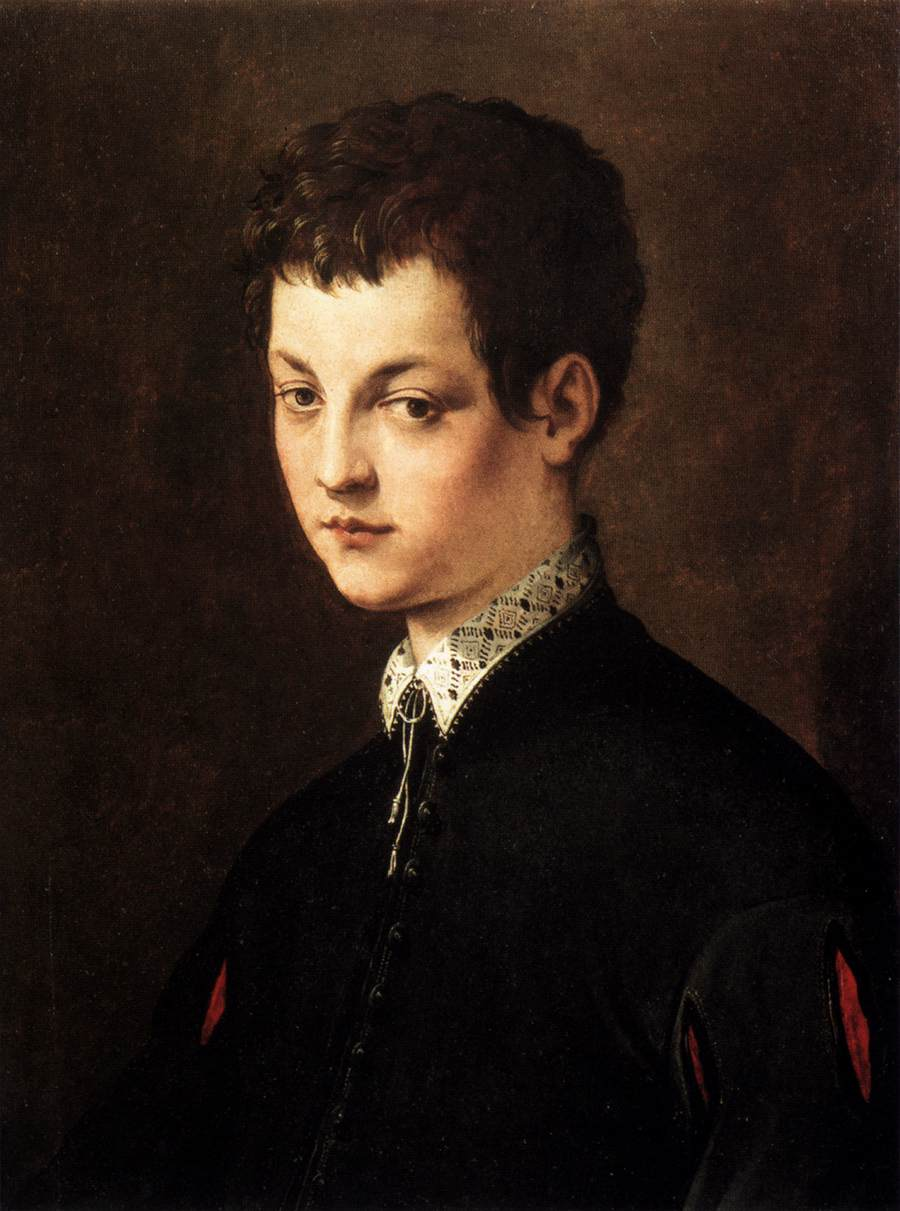
弗朗切斯科·薩爾維亞蒂（英语：Francesco Salviati）的《年輕男子肖像畫》（Ritratto di Ragazzo），58.4 × 46.5cm，約作於1543－1545年，來自吉安·賈科莫·波爾迪·佩佐利的藏品
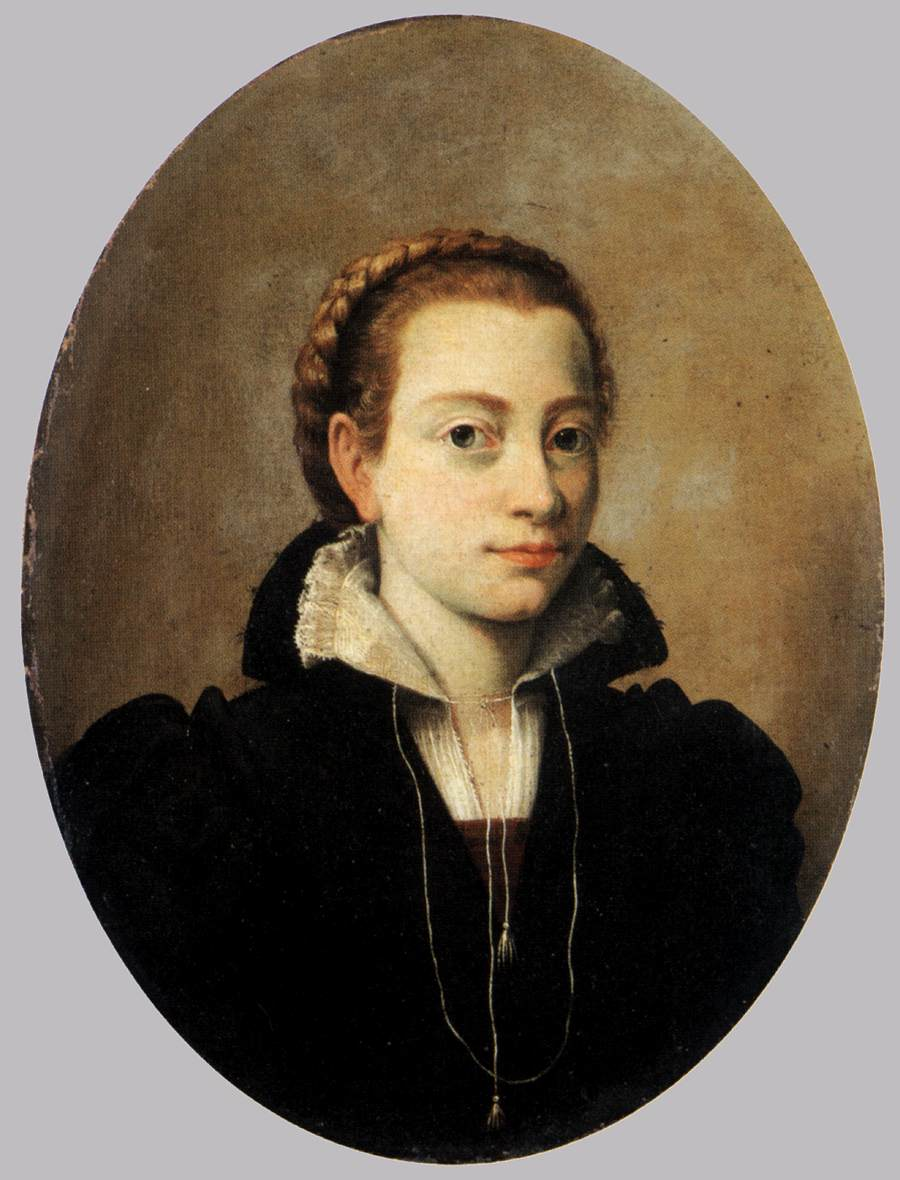
索福尼斯巴·安圭索拉的《自畫像》（Autoritratto），44.8 × 34.2cm，約作於1550－1560年，朱塞佩·貝爾蒂尼購於1894年
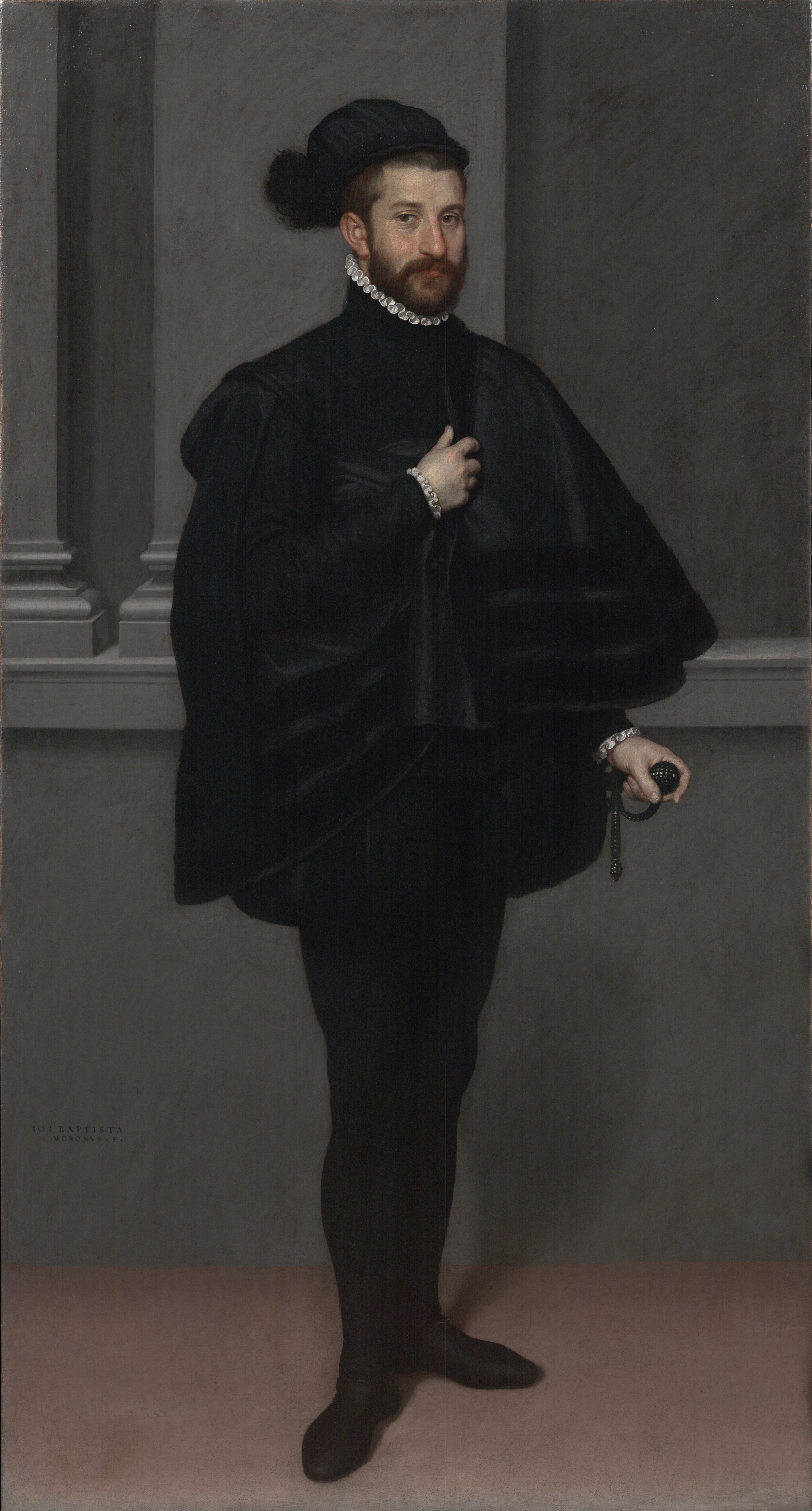
喬瓦尼·巴蒂斯塔·莫羅尼（英语：Giovanni Battista Moroni）的《黑衣騎士（義大利語：Cavaliere in nero）》，190 × 102cm，約作於1567年，2004年安尼巴萊·斯科蒂·卡薩諾瓦（Annibale Scotti Casanova）的遺贈
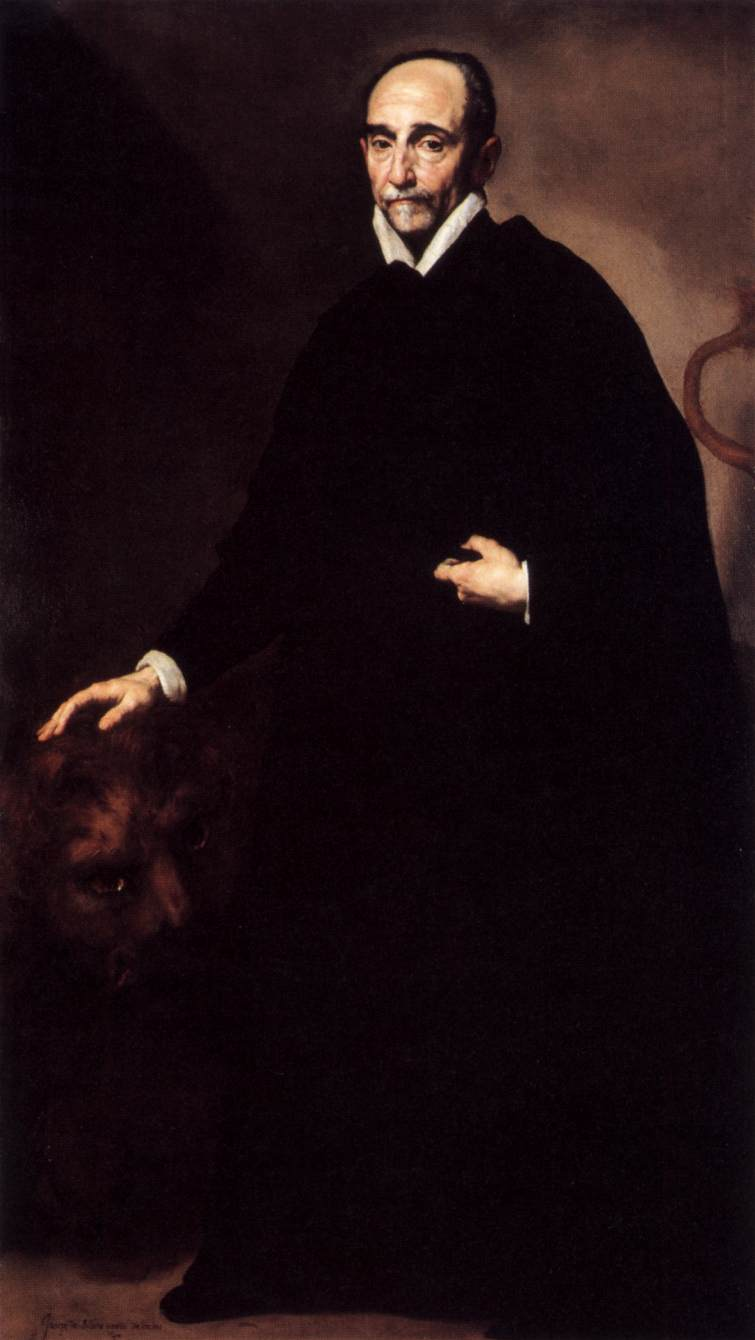
胡塞佩·德·里貝拉的《耶穌會傳教士肖像畫》（Ritratto di missionario gesuita），195.6 × 111.5cm，約作於1638年，來自吉安·賈科莫·波爾迪·佩佐利的藏品
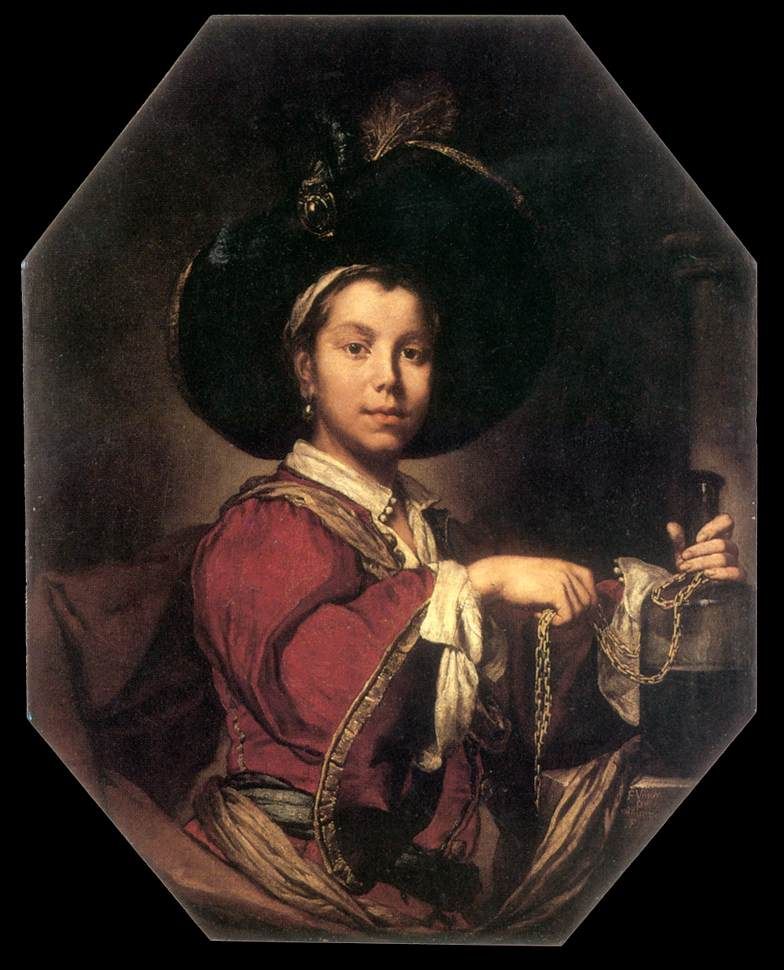
弗拉·加爾加里奧（英语：Fra Galgario）的《年輕男子肖像畫》（Ritratto di giovane，又稱愉悅 L'allegrezza），112 × 89cm，約作於1715－1720年，1976年由阿爾貝托及卡特琳娜·羅比亞提（Alberto e Caterina Robiati）捐贈
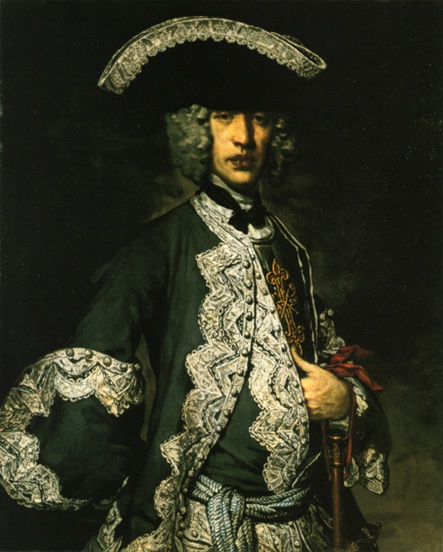
弗拉·加爾加里奧的《君士坦丁騎士肖像畫》（Ritratto di cavaliere dell'Ordine Costantiniano），109 × 87cm，約作於1740年，來自吉安·賈科莫·波爾迪·佩佐利的藏品
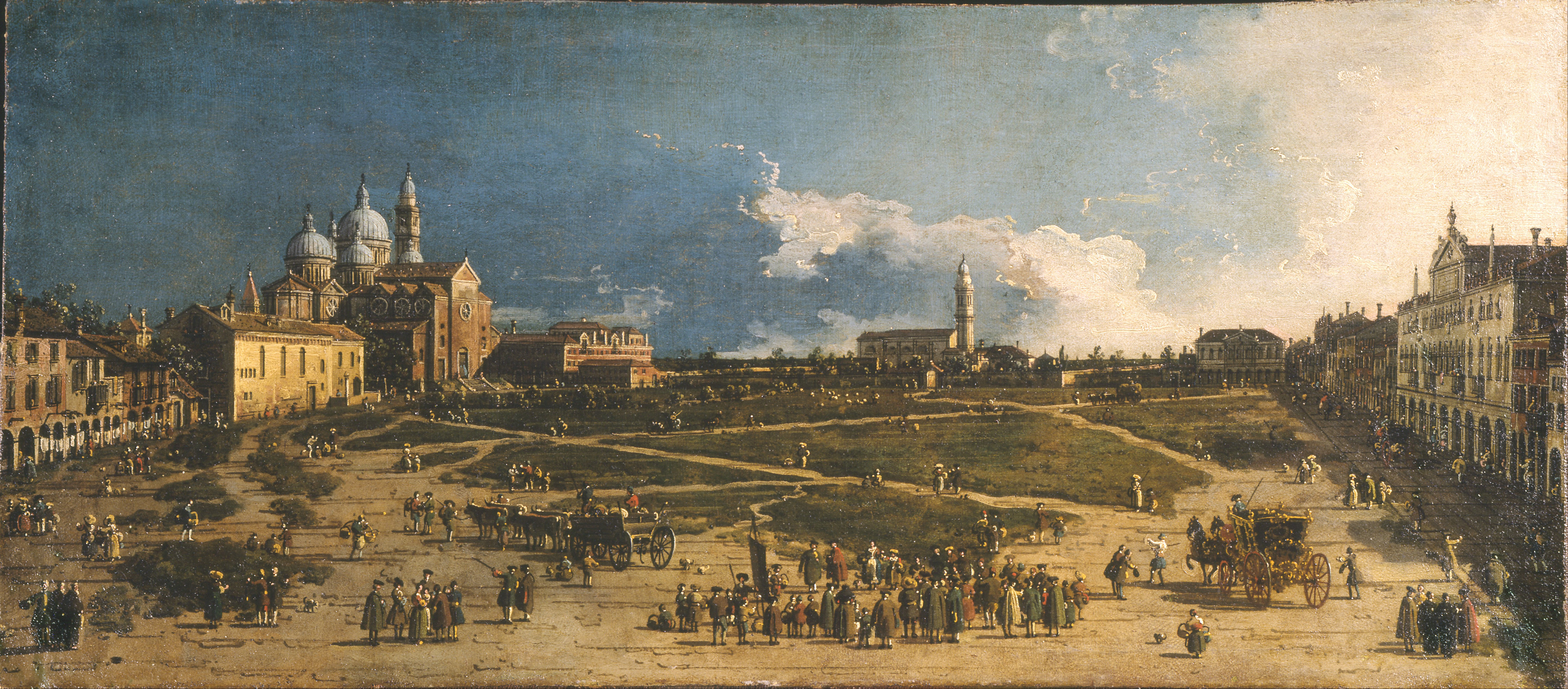
卡納萊托的《帕多瓦河谷草地廣場（義大利語：Il Pra della Valle in Padova）》，39 × 87.5cm，約作於1741－1746年，來自吉安·賈科莫·波爾迪·佩佐利的藏品
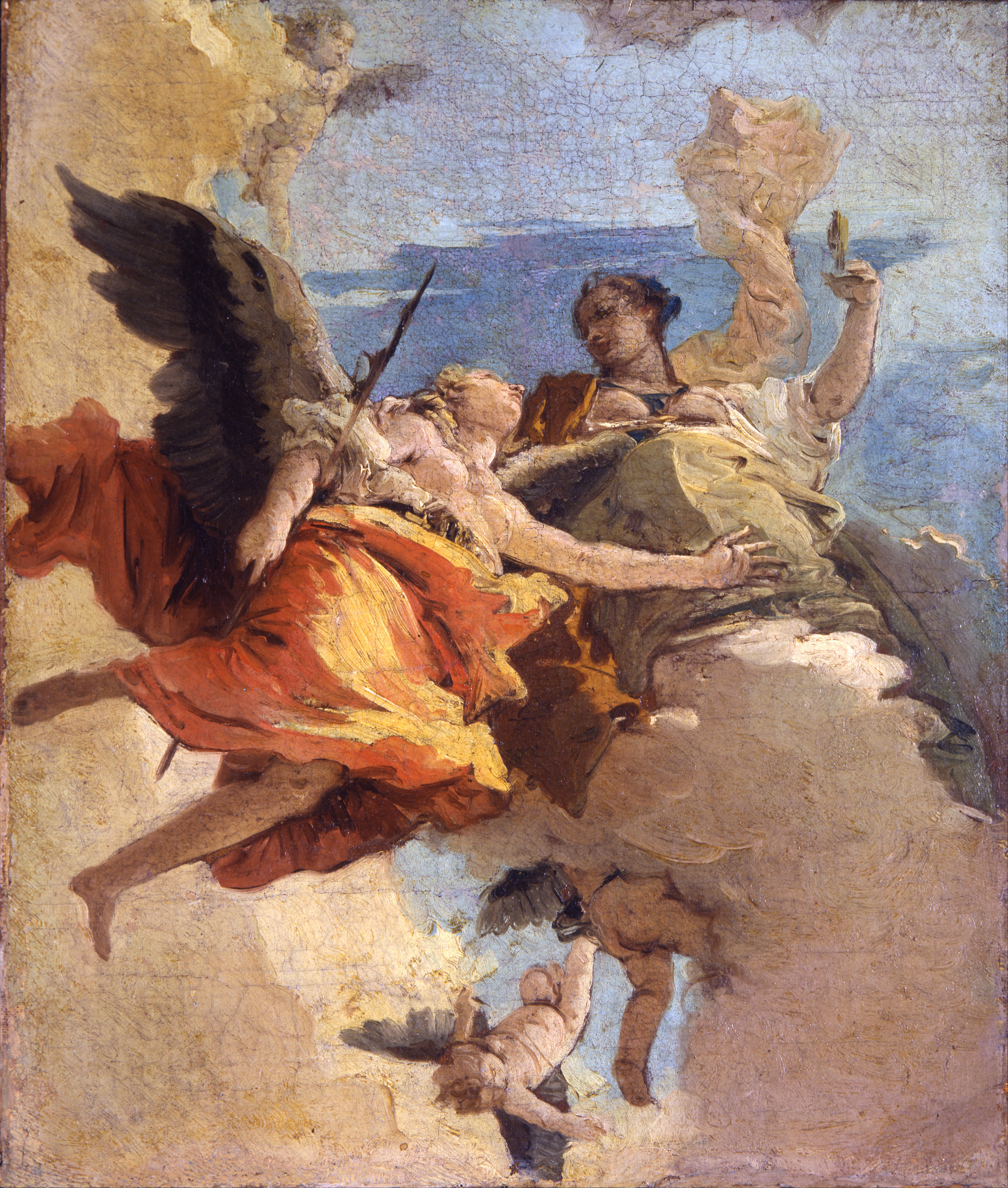
乔瓦尼·巴蒂斯塔·提埃坡罗的《美德和高貴的寓意畫》（Allegoria della forza e della saggezza），35.4 × 30cm，約作於1740－1743年，來自吉安·賈科莫·波爾迪·佩佐利的藏品
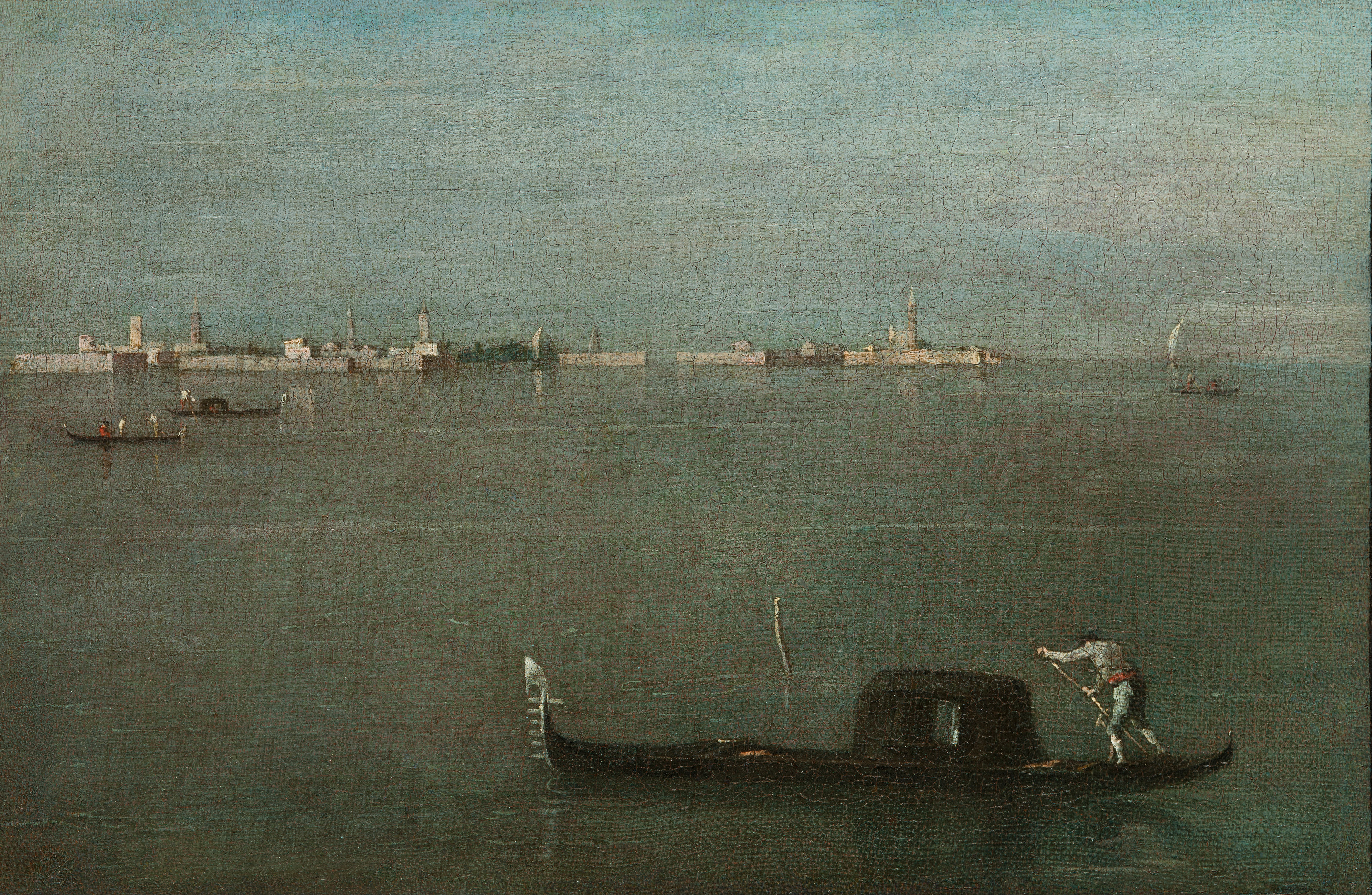
弗朗切斯科·瓜爾迪的《湖面上的貢多拉》（Gondole sulla laguna），31 × 41.8cm，約作於1765年，朱塞佩·貝爾蒂尼購於1898年
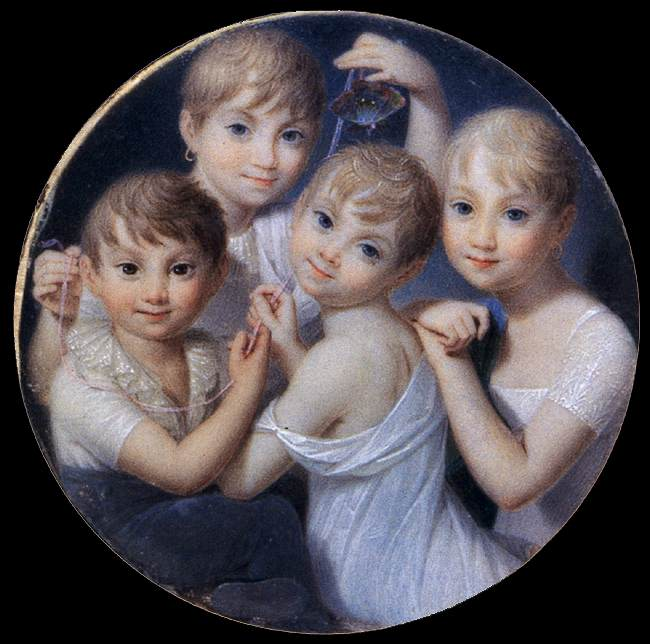
喬瓦尼·巴蒂斯塔·吉戈拉（義大利語：Giovanni Battista Gigola）的《吉安·賈科莫·特里武爾齊奧孩子們的肖像畫》（Ritratto delle figlie di Gian Giacomo Trivulzio），直徑7.7cm，約作於1807年，波爾迪·佩佐利博物館之友會於1991年捐贈
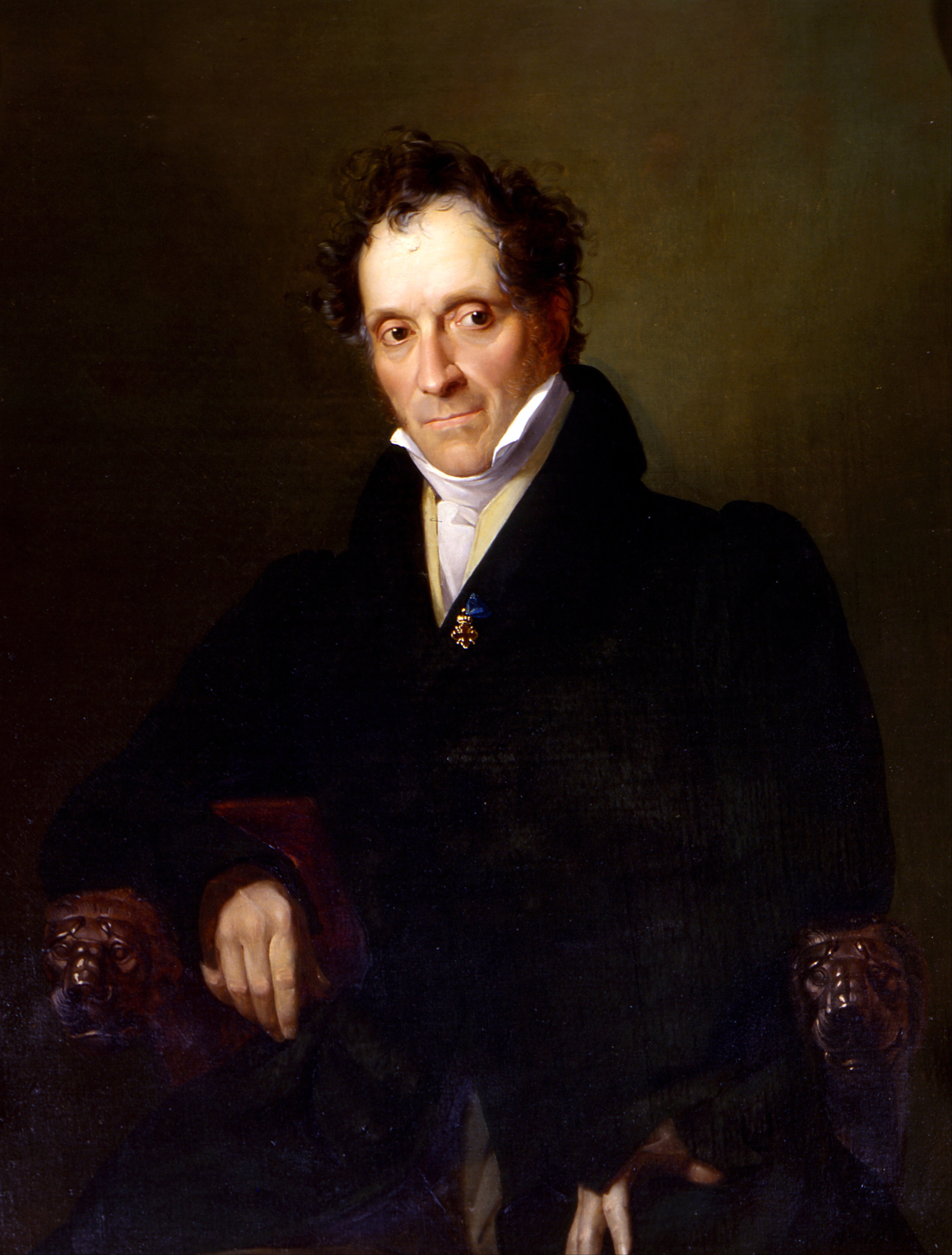
朱塞佩·摩爾泰尼的《朱塞佩·波爾迪·佩佐利肖像畫》（Ritratto di Giuseppe Poldi Pezzoli），91 × 73cm，約作於1830年，來自吉安·賈科莫·波爾迪·佩佐利的藏品
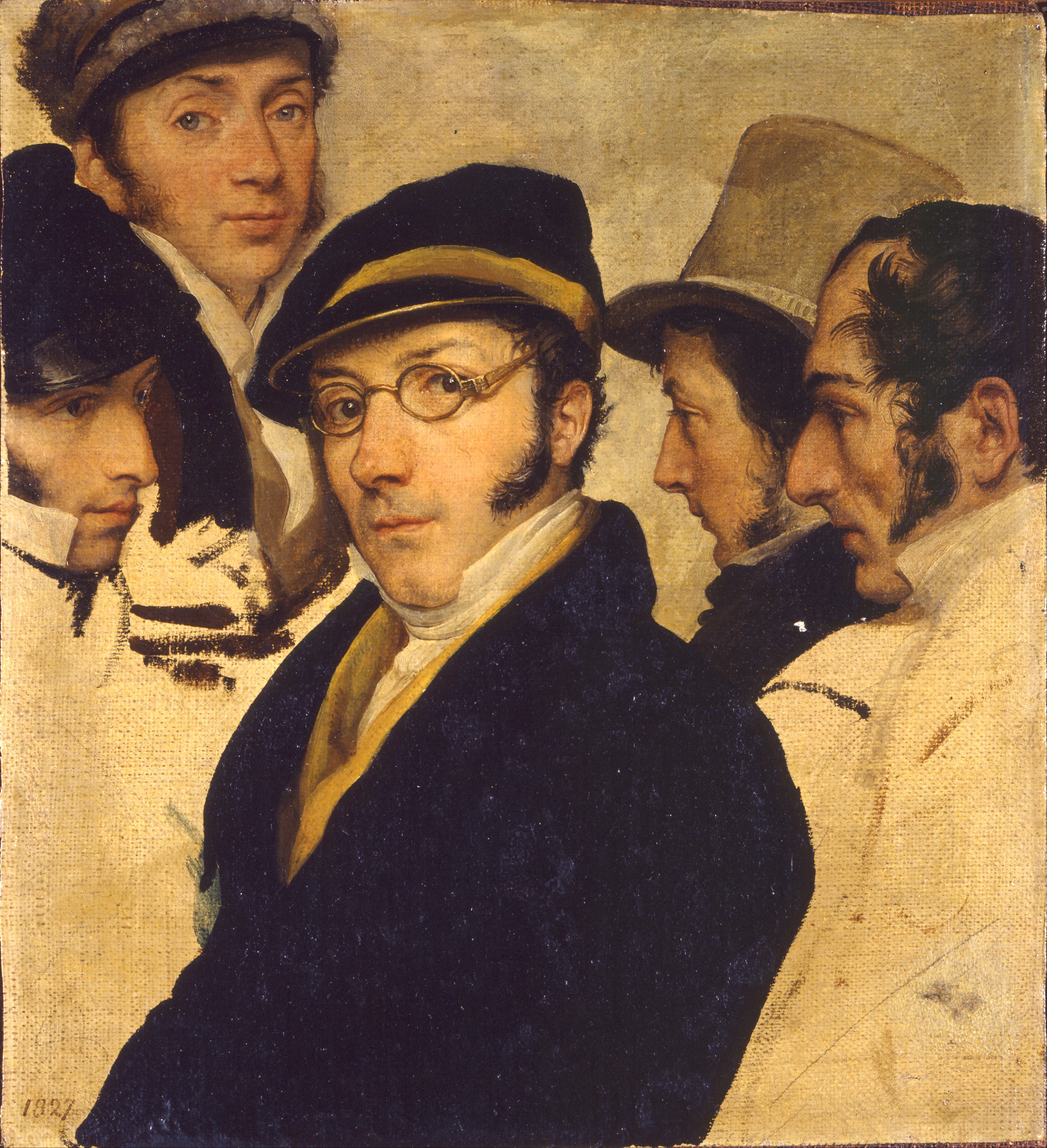
弗朗西斯科·哈耶兹的《在一群朋友間的自畫像（義大利語：Autoritratto in un gruppo di amici）》，32.5 × 29.5cm，約作於1824－1827年，1996年里卡爾多·蘭普尼亞尼·加爾甘蒂尼·皮亞提（Riccardo Lampugnani Gargantini Piatti）的遺贈
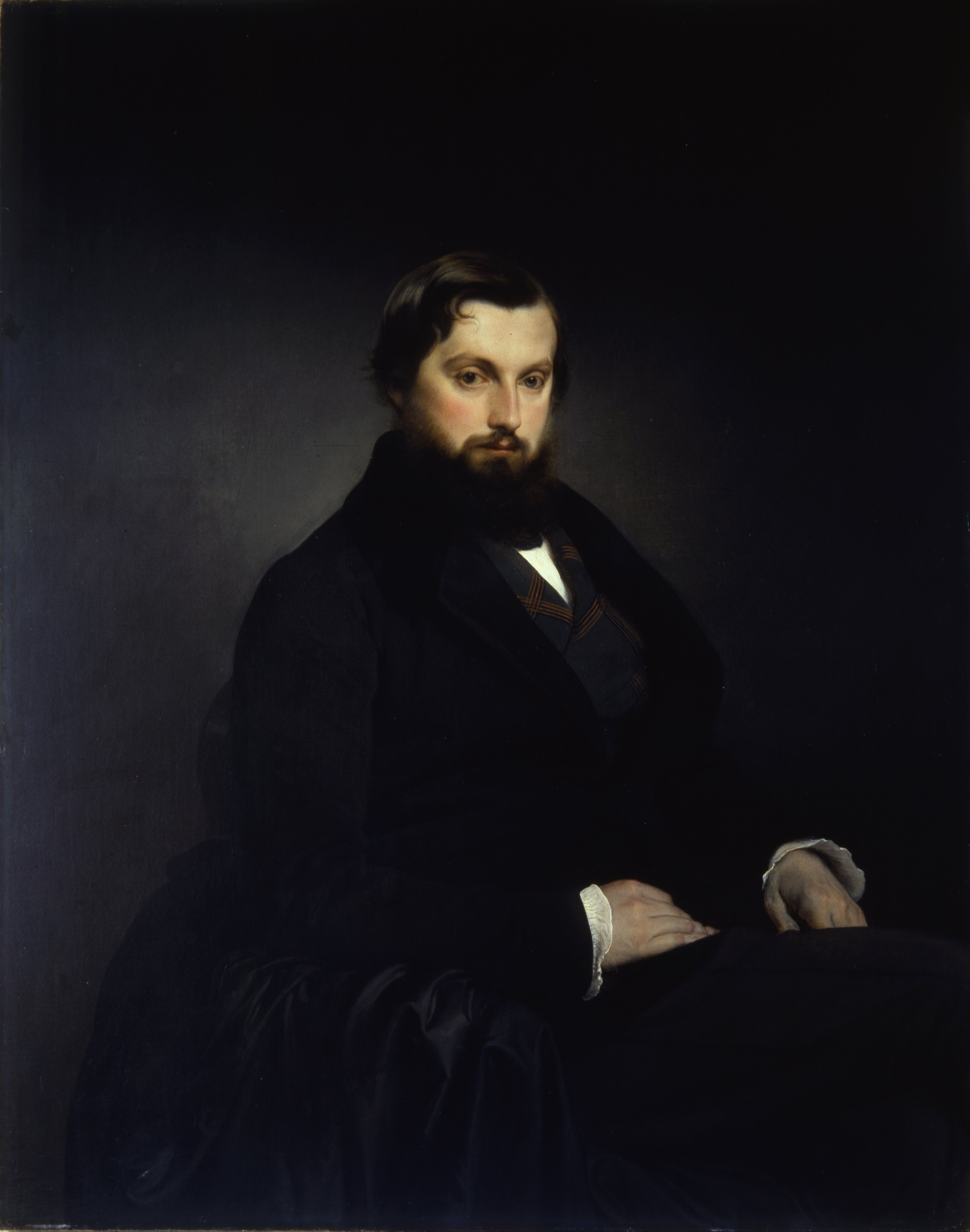
弗朗切斯科·海耶茲的《吉安·賈科莫·波爾迪·佩佐利肖像畫》，120 × 93.5cm，約作於1851年，來自吉安·賈科莫·波爾迪·佩佐利的藏品

### 引用
1. ↑   Blboni Brizza, Sambuy, Cologni, pp.8-19.
2. ↑   Blboni Brizza, Sambuy, Cologni, p.86.
3. ↑   Blboni Brizza, Sambuy, Cologni, p.87.
4. ↑   Blboni Brizza, Sambuy, Cologni, p.88.
5. ↑   Blboni Brizza, Sambuy, Cologni, p.90.
6. ↑   Blboni Brizza, Sambuy, Cologni, p.91.
7. ↑   Blboni Brizza, Sambuy, Cologni, p.92.
8. ↑   Blboni Brizza, Sambuy, Cologni, p.93.
9. ↑   Blboni Brizza, Sambuy, Cologni, p.96.
10. ↑   Blboni Brizza, Sambuy, Cologni, p.98.
11. ↑   Blboni Brizza, Sambuy, Cologni, p.102.
12. ↑   Blboni Brizza, Sambuy, Cologni, p.106.
13. ↑   Blboni Brizza, Sambuy, Cologni, p.107.
14. ↑   Blboni Brizza, Sambuy, Cologni, p.108.
15. ↑   Blboni Brizza, Sambuy, Cologni, p.112.
16. ↑   Blboni Brizza, Sambuy, Cologni, p.113.
17. ↑   Blboni Brizza, Sambuy, Cologni, p.114.
18. ↑   Blboni Brizza, Sambuy, Cologni, p.116.
19. ↑   Blboni Brizza, Sambuy, Cologni, p.118.
20. 1 2   Blboni Brizza, Sambuy, Cologni, p.119.
21. ↑   Blboni Brizza, Sambuy, Cologni, p.120.
22. 1 2   Blboni Brizza, Sambuy, Cologni, p.122.
23. ↑   Blboni Brizza, Sambuy, Cologni, p.126.
24. 1 2   Blboni Brizza, Sambuy, Cologni, p.127.
25. ↑   Blboni Brizza, Sambuy, Cologni, pp.132-133.
26. ↑   Blboni Brizza, Sambuy, Cologni, p.134.
27. ↑   Blboni Brizza, Sambuy, Cologni, p.135.
28. ↑   Blboni Brizza, Sambuy, Cologni, p.136.
29. ↑   Blboni Brizza, Sambuy, Cologni, p.138.
30. ↑   Blboni Brizza, Sambuy, Cologni, p.139.
31. ↑   Blboni Brizza, Sambuy, Cologni, p.140.
32. ↑   Blboni Brizza, Sambuy, Cologni, p.142.
33. ↑   Blboni Brizza, Sambuy, Cologni, p.144.
34. ↑   Blboni Brizza, Sambuy, Cologni, p.145.
35. ↑   Blboni Brizza, Sambuy, Cologni, p.146.
36. ↑   Blboni Brizza, Sambuy, Cologni, p.147.
37. ↑   Blboni Brizza, Sambuy, Cologni, p.148.
38. ↑   Blboni Brizza, Sambuy, Cologni, p.150.